# Óperzsa Birodalom
Az Óperzsa Birodalom vagy Akhaimenida Birodalom (perzsául: هخامنشیان, óperzsául: Hakhámanesijan) volt az első perzsa birodalom, amely i. e. 550-től i. e. 330-ig állt fenn a Méd Birodalom utódaként. A birodalomnak virágkorában 8 millió km² volt a területe, amivel az antik világ legnagyobb állama volt, és az akkori világ népességének mintegy 46%-a élt itt. Habár már az i. e. 6. század közepén katonailag a legerősebb állam, csak Egyiptom 525-ös meghódítása után vált minden tekintetben a világ vezető hatalmává és az első világbirodalommá. Eddig az időig a világ kereskedelmének, kultúrájának és haderejének elsődleges nagyhatalma hagyományosan Egyiptom volt, amely a perzsa hódítás után többé már nem nyerte vissza ezt a státusát.
II. Kurus perzsa király (II. Kürosz) alapította a Közel-Keleten, és utódai, Kambúdzsija (Kambüszész) és I. Dárajavaus perzsa király (I. Dareiosz) terjesztették ki Afrikába és Európába, így ez lett az első olyan birodalom, amely három kontinensen terült el. Területe Indiától Kis-Ázsián keresztül a mai Görögországig húzódott, míg Afrikában a mai Egyiptom, Szudán, Líbia és Etiópia egyes részeit is uralta.
Közigazgatását Kurus és I. Dárajavaus perzsa király központosította. Rendkívül gazdag és sokszínű művészettel rendelkezett, felszabadították a zsidókat a babiloni igából és toleráns módon viszonyultak a vallási kisebbségekhez. Az emberi jogokat a Kurus által kialakított törvények biztosították. A birodalmat III. Alexandrosz makedón király (Nagy Sándor) hódította meg i. e. 330-ban. Ezzel ért véget az Óperzsa Birodalom történelme.
A perzsák a hódításaik során a leigázott népek kultúráját ötvözték saját és a környező társadalmak kultúrájával. Birodalmuk diplomáciai nyelve az akkád, az óperzsa és az elámi nyelv mellett az arámi volt.
Vallásuk középpontjában Ahura Mazdá kultusza állt. Emellett sok, az indiai hitvilág mitológiájából ismert istent (például Mithrász, Indra) tiszteltek. A klasszikus perzsa vallást Zarathustra, egy legendás életű filozófus-próféta alakította ki. E vallás a zoroasztrizmus, melynek alapja a jó és a rossz hosszú ideig tartó, ám nem örök ellentéte.

## Történelmi források

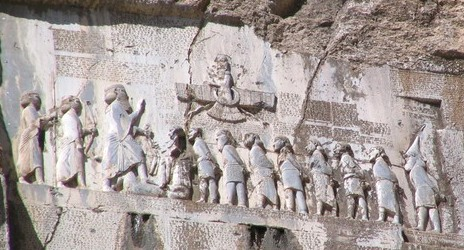
A behisztuni felirat

Az Óperzsa Birodalom történeti kutatását a kevés írásos leletanyag nehezíti. A perzsa történeti írások legnagyobb része megsemmisült a makedón, az arab és a mongol hódítások során. A fennmaradt dokumentumok főleg a gazdasági adminisztrációra vonatkoznak, mint például az adózás, a földbérlet. A birodalom történetéről szóló írások többsége az ellenséges népektől származik, például a görög Hérodotosztól, Polübiosztól, Sztrabóntól, Plutarkhosztól. A birodalmat egyiptomi írások és a Biblia is megemlítik, utóbbiban az Esdrás és az Eszter könyve is ír a perzsa királyokról. Az ókori források nagyobb része azonban megsemmisült. Az Akhaimenida-dinasztia uralkodóiról tudósít többek között a behisztuni felirat, amelyben építési munkálatokról és a perzsa politikáról írtak. Ez a történelmi dokumentum nagyban segíti a kutatók munkáját.

## Története

### Az Óperzsa Birodalom kialakulása
Az első perzsa törzsek az i. e. 9. században jelentek meg az Urmia-tótól délre fekvő területen. Később szálláshelyüket délebbre helyezték, ahol a terület korábbi urai, az elámiak már nem voltak elég erősek ahhoz, hogy megakadályozzák a perzsa letelepedést.

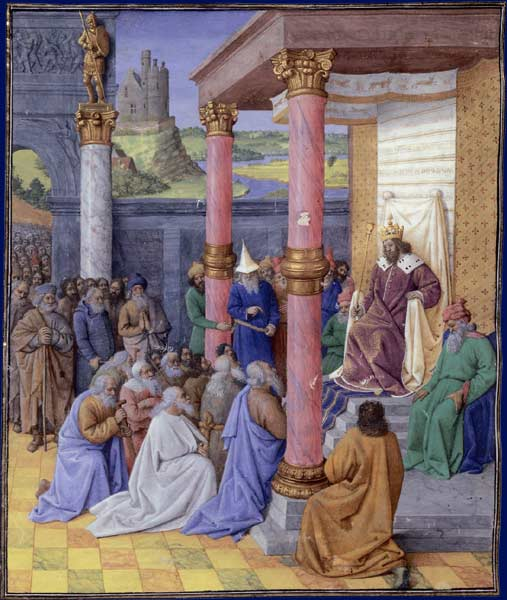
Kurus szabadon engedte a zsidókat a fogságból

A perzsák kezdetben elismerték az elámi fennhatóságot, s ez vezetőjüknek, Hakhámanisnak (Akhaimenész) lehetőséget biztosított a perzsa államiság kiépítésére. A perzsák szemszögéből nagy jelentőséggel bírt, hogy Elám i. e. 690 körül szembekerült Asszíriával. III. Humbannimena elámi király babiloni szövetségben megtámadta Szín-ahhé-eríbát, de a koalíció i. e. 688-ban teljes vereséget szenvedett, az asszírok Babilont is elfoglalták. Ez időben az erős méd, asszír és urartui királyságok perifériáján a Zagrosztól délre telepedtek le a perzsák az i. e. 2. évezred végén, Ansan város környékén. Hakhámanis fia, Csaispis (Teiszpész) megütközött Ansan királyával, és győzött.
Csaispis lett az első akhaimenida király, aki felvette Ansan királyának címét, azonban halála után a két fia egymás között felosztotta a királyságot. I. Kurusé (I. Kürosz) lett Ansan, míg Arijáramnáé lett Parsa. Ez a két királyság nem tartozott az erős államok közé, mivel abban az időben a régióban a médek és az asszírok uralkodtak. I. Kurustól maradt egy pecsét, amelyen ez áll: „Ansan Kuras, Csaispis fia”. Az asszír és a perzsa források később azt írják, hogy I. Kurus egyesítette apja korábbi királyságát, azaz Ansant és Parsát. Ezen elképzelés szerint Kurusék nem akarták, hogy az Újasszír Birodalomba olvadjon a két királyság, ezért egyesítették azokat. Más elképzelések viszont fiktív személynek gondolják Arijáramnát, habár az ansani és a parsai írások ezt cáfolják.
Elám a továbbiakban sem tűrte az erős szomszédot, Asszíriát, míg i. e. 644 és i. e. 639 között az egyesült szkíta–asszír haderő tönkreverte III. Humbanhaltas seregeit, és Elám önállósága végleg véget ért. Ekkor került Assur-bán-apli fennhatósága alá Parsumas tartomány, azaz Parsa, amelynek fejedelme ekkor már Hakhámanis unokája, I. Kurus volt. Az Asszír Birodalom bukásában végül a perzsák is aktívan részt vettek Uvakhsatra (Küaxarész) méd király vezetésével. Az Újasszír Birodalom bukása után a Méd Birodalom lett a régió főhatalma.
Média az asszírok és Lüdia ellen elért sikerei ellenére továbbra is laza államalakulat maradt. A királyi hatalom erősödése egyáltalán nem tapasztalható, a méd fejedelmek önállóságuk fejlesztésén fáradoztak, a nagykirály hiába igyekezett centralizálni óriási birodalmát. Hamarosan nyílt méd-babiloni konfliktus alakult ki, ami lehetőséget adott Kurusnak a függetlenedésre. I. e. 553-ban Kurus nagyarányú lázadást robbantott ki, melyben a méd arisztokrácia egyes körei is részt vettek. I. e. 550-re teljes győzelmet arattak Istuviga méd király (Asztüagész) felett. A méd uraknak azonban csalódniuk kellett, mert Kurus uralma alatt nemhogy nem nőtt függetlenségük mértéke, de jelentősen csökkentek lehetőségeik. A médek perzsa uralom alá kerültek, még ha formailag egyenrangúak maradtak is a perzsa arisztokráciával.
Kabúdzsija (I. Kambüszész) véglegesen egyesítette a médeket és perzsákat, amivel jelentős mértékben megnövelte a befolyását a térségben. Még Kurus lázadása előtt feleségül vette Istuviga lányát. Ebből a házasságból született II. Kurus (Nagy Kürosz), aki a perzsákat a világ uraivá tette.
I. Dárajavaus (I. Dareiosz) volt az első, aki emléket állított II. Kurusnak. Őt tekintik a birodalom alapítójának. Néhány történész szerint azonban Dárajavaus meghamisította családfáját, hogy biztosíthassa a hatalmát. Az elfogadott álláspont szerint a dinasztia az i. e. 7. századtól i. e. 330-ig állt fent.

### II. Kurus
Én vagyok Kurus, a mindenség királya, a nagy király, a hatalmas király, Sumer és Akkád királya, a négy világtáj királya...

Az Óperzsa Birodalom kiterjedése és további hódítások
-II. Kurus (Cyrus) idején
-II. Kambüszész (Kambúdzsija) idején
-I. Dáreiosz (Dárajavaus) idején

I. e. 559-ben Kabúdzsija fia, II. Kurus lépett az ansani trónra. Nem sokkal később Arijáramna fia meghalt, és a koronát Kurus szerezte meg, így egyesült a két királyság. Ebben az időben a Méd Birodalom uralta a régiót.
I. e. 553–i. e. 550 között a perzsa–méd háborúban Nagy Kurus legyőzte nagyapját, Istuviga méd királyt, és elfoglalta Ekbatanát (ma Hamadán). Ezzel a háborúval a perzsák vették át a médektől a nagyhatalmi státuszt, és a médek a birodalom alattvalói lettek. II. Kurus megkegyelmezett a korábbi méd uralkodónak: meghagyta az életét és megígérte neki, hogy gondoskodni fog törvényes utódról. Ktésziasz Knidosz és Xenophón szerint Kurus elvette Istuviga lányát, de ez nem valószínű, mivel így a lány a felesége és a nagynénje lett volna egyben, bár ezek a házassági szokások az ókor több államában elfogadottak voltak. Az ellentmondás feloldására feltételezik, hogy Istuviga másodszor is megházasodott, és később ebből a kapcsolatból született lányát vette feleségül. A stratégiailag előnyös helyen fekvő Ekbatana volt addig a Méd Birodalom fővárosa, és innen irányították Közép-Ázsiát.
Kurus hadseregreformmal kezdte uralkodását. A hadsereget ettől kezdve a szabad földközösségek tagjaiból toborozták. Az óperzsa kāra szó egyszerre jelenti a hadsereget és a népet. Az új hatalom megváltoztatta a Közel-Kelet politikai viszonyait. A médek korábbi szövetségesei nem fogadták el az új királyt, illetve függetlenedni akartak, de a szomszédos államokkal is feszült volt a viszony. A lüd király, Kroiszosz (Istuviga sógora) megtámadta az új birodalmat, hogy bővítse a saját királyságát. Kurus a pteriai csatában megvédte a királyságot, majd a lüd főváros ellen vonult és elfoglalta azt. Ettől kezdve megszűnt Lüdia. Kroiszoszt elfogták és bíróság elé állították.
I. e. 546-ban Nagy Kurus visszatért Kis-Ázsiából, ahol elfoglalta Ióniát és Aioliát. A perzsa nagykirály rögtön hozzákezdett az új expedíciós hadsereg felállításához, mivel Babilont és több szomszédos államot is el akarta foglalni. Ez az időszak kevéssé ismert, azonban azt tudni lehet, hogy a babilóniai hadsereget legyőzték Opisánál, majd i. e. 539-ben a főváros is elesett. A perzsa hadsereg ellenállás nélkül egészen az Eufráteszig jutott. Közben i. e. 540-ben Baxtrist (Baktria), Sakát és több szomszédos országot is elfoglalta, sőt egészen Beludzsisztánig, az Iaxarész folyóig is eljutott. Ezek az adatok a behisztuni feliraton szerepelnek.
Nagy Kurus, korában szokatlan módon, a meghódított népekkel toleráns volt, hogy meg tudja szilárdítani hatalmát. Hálából a perzsák „atyának”, a görögök „törvényhozónak”, a zsidók pedig egyenesen „felkentnek” nevezték. A perzsa királyoknak sikerült a szomszédos népek közötti feszültséget csökkenteni a birodalmon belül. Babilon elfoglalása után Kurus a Biblia szerint a meghódított városból hazaengedte a zsidóságot, véget vetett a babiloni fogságnak, és engedélyezte a zsidóság új templomának felépítését Jeruzsálemben. A templom kincseit is visszaadta. Erről az eseményről Ezdrás könyve tudósít.
Kurus i. e. 530-ban a szkíták ellen viselt hadjárata során elesett.

### Kambúdzsija

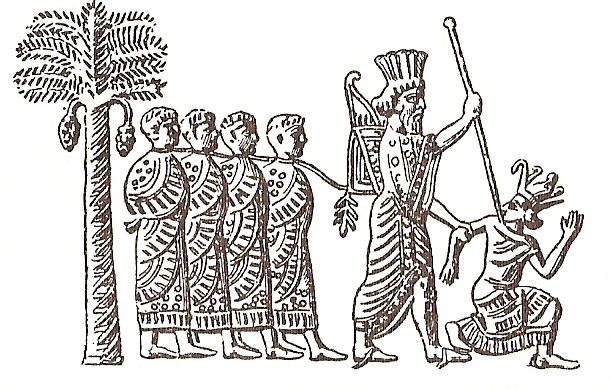
Kambúdzsija megbünteti III. Pszammetik egyiptomi királyt (perzsa pecsét)

Kurust a trónon fia, Kambúdzsija követte (i. e. 525–i. e. 522, görögül II. Kambüszész), aki már apja élete végén Babilon alkirálya volt. Apjuk halála után öccsével, Bardíjával került szembe, akit meggyilkoltatott, hogy egyben tartsa a birodalmat.
Kambúdzsija meghódította Egyiptomot, Líbiát és Núbiát, és legyőzte az arabokat, akik vízhiány miatt fellázadtak. III. Pszammetik fáraó akkor bukott el, amikor a ciprusi városok, valamint a Szamosz-szigeti Polikrat türannosz a perzsák oldalára álltak. A Peluziai csatában az egyiptomi hadsereget szétverték, és a perzsák elfoglalták Memphisz városát. A fáraót elfogták és a felkelés megszervezése miatt kivégezték. Kambúdzsija az egyiptomi feljegyzések szerint felvette a fáraó címet.
Következő hadjáratát a Kusita Királyság ellen vezette, de közel ötvenezer fős serege egy homokviharban elpusztult. Tovább rontotta a helyzetet, hogy otthonról olyan híreket kapott, melyek szerint egy Gaumáta nevű méd pap a három évvel korábban elhunyt lázadó Bardíjának adta ki magát. A király hazaindult a hadjáratból, ám hazafelé Paszargadainál meghalt. Dárajavaus szerint attól való félelmében, hogy nem lesz képes a trónt visszaszerezni, öngyilkos lett. Görög történetírók szerint egy baleset miatt halt meg.

### I. Dárajavaus

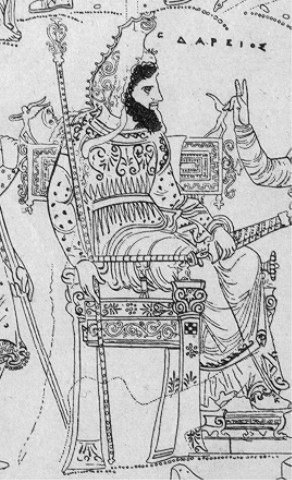
Dárajavaus alakja a Dárajavaus-vázán

Kambúdzsija i. e. 522 elején bekövetkezett halála után a katonaság I. Dárajavaus (görögül I. Dareiosz) héttagú csoportját támogatta. Trónhoz való jogát annak ellenére sem tudta elismertetni, hogy maga is az Akhaimenidák nemzetségéhez tartozott. A satrapák egy csoportja fellázadt ellene, majd hozzájuk csatlakoztak a babilóniaiak is. Dárajavaus azonban leszámolt ellenfeleivel, és győzelmét a Babilónt Ekbatanával összekötő út mentén egy sziklába vésett feliraton örökítette meg:
Kinyilvánítja Dárajavaus király: A királyságot, amelyet a mi nemzetségünktől elvettek, azt én visszaszereztem, én azt helyreállítottam.
A belső rend helyreállításában kiemelkedő szerepet játszott a király testőrsége, a Tízezer Halhatatlan. A hálás uralkodó Szúzában és Perszepoliszban a palotája falain kőbe vésette a harcosok alakját. A birodalom megszilárdítása érdekében a legjelentősebb intézkedése az úthálózat kiépítése volt. A 2680 kilométer hosszú útszakasz Szúzát és Epheszoszt kötötte össze, és főként kereskedelmi és futárútvonalként szolgált.
A birodalmat húsz szatrapiára osztotta, melyek élén a király által kinevezett satrapa állt, és melléjük tőlük független katonai parancsnokokat is kinevezett. Annak érdekében, hogy az esetleges felkeléseknek elejét vegye, Perszepoliszból kiküldött megbízottakkal figyeltette őket. A gazdaság fejlődése érdekében arany- és ezüstpénzt veretett, amelyet magáról dareikosznak nevezett el. Az adókat nemesfémben szedték be, de a hadsereg élelemmel és lóval való ellátása is az adóterhek közé tartozott. Hérodotosz szerint a király évi jövedelme közel 400 tonna arany és ezüst lehetett. A kincseket felhalmozták Perszepolisz kincstárában, nem kerültek vissza a gazdaságba. Dárajavaus a teljes belső konszolidáció után hozzáfoghatott nagy álma megvalósításához, a görög városállamok meghódításához.
I. e. 512-ben kitört a háború a szkítákkal. A perzsa hadsereg a Boszporuszig vonult, majd elfoglalva Makedóniát eljutott a Dunáig. A trákokat nem igázta le, ők önszántukból csatlakoztak a birodalomhoz. Később itt épült ki a birodalom egyik fő hajógyára.
I. Dárajavaus meg akarta büntetni Athént, mivel az segített az iónoknak. Az ión felkelés után felkészült a háborúra, és azt tervezte, hogy két nagyobb hadat vonultat fel a poliszok ellen.
Ekkor építette fel szúzai palotáját, és megalapította Perszepoliszt, az új fővárost.
I. e. 492-ben a tenger felől indították meg az első támadást, de a perzsa flotta egy viharban elpusztult. A marathóni vereség után felkelések robbantak ki Babilóniában, Núbiában és Egyiptomban.
A görög–perzsa háború volt az első sikertelen kísérlet arra, hogy Dárajavaus kialakítsa azt a világrendet, amelyben a perzsáké a vezető szerep. Sem neki, sem utódjának, Khsajársánek nem sikerült a Spárta és Athén vezette görög poliszok meghódítása.

### I. Khsajársá
I. Khsajársá (óperzsául: Xšayāršā, „Hősők vezére”, görögül I. Xerxész) i. e. 486-ban követte apját, I. Dárajavaust a trónon. Khsajársá uralkodása elején felkelések voltak Görögországban és Egyiptomban is, akik ellen hadakat küldött az uralkodó. Először az egyiptomi lázadást verte le, majd hadait Athén és Spárta ellen küldte. A perzsák a Dardanellákon két pontonhidat építettek, amelyek akkoriban a legnagyobb hidaknak számítottak.
A thermopülai csatában sikerült legyőznie az I. Leónidasz vezette maroknyi sereget, a plataiai és a szalamiszi csata azonban megpecsételte a perzsák sorsát. Khsajársát ez az utolsó kudarc arra késztette, hogy lemondjon Európa meghódításáról és visszatérjen Perzsiába.
Uralkodásának első éveiben megváltozott a perzsák toleráns politikája a népek önrendelkezésével és vallási nézeteivel kapcsolatban. Babilon, Athén és Egyiptom elfoglalásakor lerombolták a templomokat, és a perzsa királyok felvették a fáraó és a babiloni királyi címeket. Az egyiptomiak később kétszer is megvédték a függetlenségüket, és az egyiptomi királyok XXVII. és XXXI. dinasztiaként vezették az országot.

### I. Artakhsaszjá
I. Artakhsaszjá (i. e. 465–424, görögül I. Artaxerxész) I. Khsajársát, az apját követte a trónon, és rögtön fellépett a baktriai lázadás ellen. Ezután megreformálta a jogrendszert, így békítve ki az arisztokráciát. Folytatva Dárajavaus és Khsajársá munkásságát, újabb épületeket emeltetett Perszepoliszban, de továbbra is Babilon és Szúza volt a politikai központ a birodalomban. Egyes feltevések szerint Perszepolisz királyi pihenőhely volt.
Baktria után Egyiptomban ismét lázadás tört ki, mivel meghalt a korábbi satrapa. Memphisz városát Athén is támogatta. Perzsia úgy döntött, hogy II. Megabüszész főparancsnok vezetésével hadsereget küld, akik ugyan leverték végül a felkelést, de Egyiptom továbbra is békétlen hely maradt, a görög támogatás miatt.

### II. Khsajársá, Szogdianosz és II. Dárajavaus

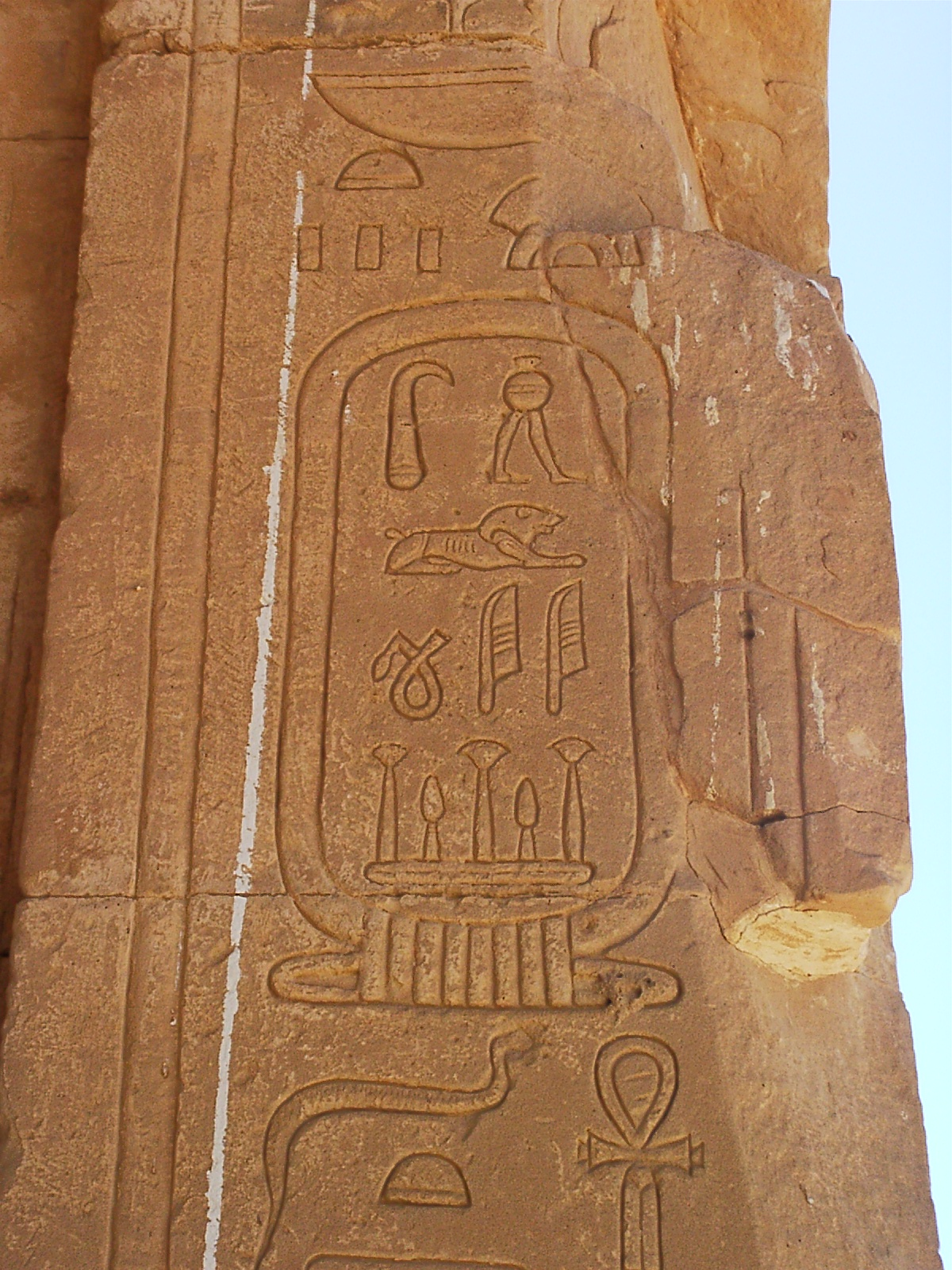
II. Dárajavaus kártusa a Kharga oázisbeli Hibisz-templom propülónján

I. e. 424-ben meghalt I. Artakhsaszjá Szúzában, és Perszepoliszban temették el. Őt II. Khsajársá követte, aki a fia és egyetlen örököse volt. Mindössze 45 napig uralkodott, mivel féltestvére, Szogdianosz támogatói megölték. Ókhosz (óperzsául: Vahuka), a másik féltestvére Szogdianoszt hat és fél hónappal később elmozdította a trónról, magát pedig II. Dárajavaus néven királlyá koronáztatta. Uralkodásáról több forrás is fennmaradt, amelyek arról írnak, hogy ismét ellenségessé vált a viszony a görög poliszokkal. I. e. 411–407 között Athén Kis-Ázsiában terjeszkedett, így az Óperzsa Birodalommal került szembe a városállam.
Ez az időszak politikailag bizonytalan időszak volt, mivel többen is pályáztak a királyi trónra, és a folyamatos vetélkedés következtében a birodalom hanyatlásnak indult.

### II. Artakhsaszjá
II. Artakhsaszjá (i. e. 404–359) uralkodásának első felét testvérének, ifjabb Kurusnak lázadása nehezítette. II. Artakhsaszjá a testvérharcból győztesen került ki, és anyja, Pariszatid javaslatára a testvérét Lüdiába száműzte. Kurus 10 000 görög zsoldost (tízezrek) és ugyanannyi ázsiai katonát gyűjtött össze testvére ellen. II. Artakhsaszjának, hatalmas vagyonának köszönhetően, sikerült elérnie, hogy egyetlen görög polisz sem vállalta egy perzsaellenes koalíció létrehozását, így le tudta verni testvére lázadását. Ekkor Egyiptomban Amürtaiosz lázadt fel, amit a király sikeresen elfojtott. Az ezt követő átmeneti, nyugalmas időszaknak a satrapák lázadása vetett véget. A felkelés a király közbelépésével kudarcba fulladt.
A satrapák megbüntetése után Artakhsaszjá Tisszafernész bizalmasát helyezte a területre, mint helytartót. Ez a lépés arra késztette II. Agészilaosz spártai királyt, hogy megtámadja Kis-Ázsiát, de valójában nem ért el komoly sikereket. Ennek a támadásnak az lett az eredménye, hogy II. Artakhsaszjá Athén oldalán bekapcsolódott a korinthoszi háborúba. Tíz évvel később, i. e. 386-ban, a királyi békében az ellenséges városoknak kemény sarcot kellett fizetniük. Ezzel a békével Perzsia biztosította a stabilitást az Égei-tenger partvidékén.
Egyiptomban ismét lázadás tört ki, ezért a király elküldte a II. Farbanaz és Titraust parancsnokokat a lázadók ellen, de Hakor fáraó visszaverte a támadásokat. I. e. 366–358 között Kappadókiában szintén felkelés tört ki, amit hamar levertek, ám ennek az eseménynek a későbbiekben nem volt politikai jelentősége.
II. Artakhsaszjá uralkodása alatt fordultak a zoroasztrizmushoz, Anahi és Mitra istenekhez, egyes történészek szerint azonban ennek már korábban is voltak nyomai a perzsák vallásos életében.

### III. Artakhsaszjá és IV. Artakhsaszjá
III. Artakhsaszjá (i. e. 359–338) mielőtt hatalomra jutott volna, birtokolta a főparancsnoki tisztséget apja seregében. Plutarkhosz szerint testvére, Dárajavaus, II. Artakhsaszjá legidősebb fia meg akarta ölni apját, azonban ez kitudódott és kivégezték. Így a trón a második fiúra, Arijasapra szállt volna, de az öngyilkosságot követett el, mert kisebbik testvére azt állította, hogy részese volt az összeesküvésnek. Az ő halála után jött volna Asram, a negyedik fiú, aki szintén meghalt. Ezután adta apja III. Artakhsaszjának a koronát, aki azt utódainak is bebiztosította.
A trónra kerülése után azonnal hozzálátott a birodalomban dúló politikai békétlenségek felszámolásának. I. e. 351 környékén a még apja idejében fellázadt Egyiptom leverésére szervezett egy hadjáratot, és személyesen vezette hadseregét Nehethórhebit (II. Nektanebo) fáraó ellen.
Nem sokkal később, az egyiptomi hadjárat után, Fönícia, Kis-Ázsia és Ciprus is kikiáltotta függetlenségét az akkor még gyenge királyságban. I. e. 343-ban III. Artakhsaszjá sikerrel küldte a kariai Hidriuszt 8000 zsoldossal és 40 triérésszel, hogy visszaszerezze a ciprusi fennhatóságot. Eközben Szíriában Belesia satrapa, illetve Kilikiában Mezej satrapa megtámadta Föníciát. A védelemre a szidóni király, Tennes 40 000 görög zsoldossal állt fel, akiket a rodoszi mentor és az egyiptomi fáraó bocsátott a rendelkezésére. A perzsákat ez a sereg visszavonulásra kényszerítette. A sikertelen ütközet után III. Artakhsaszjá úgy döntött, hogy újból felveszi a harcot Szidón ellen, ezért a támadáshoz 300 000 gyalogost, 30 000 lovast, 300 triérészt és 500 hajót gyűjtött össze. Amikor Tennes szembekerült ezzel a sereggel, rögtön kapitulált, azonban ezzel életét már nem tudta megmenteni, árulás miatt kivégezték.
A szidóni győzelem után ismét Egyiptom ellen vonultak, ahol II. Nektanebo fáraó állt fel ellenük a Nílus mentén, azonban a perzsák hajóikkal a kisebb csatornákba is behatoltak. Az egyik egyiptomi stratégia szerint a perzsákat addig kellett volna visszatartani, amíg azoknak elfogynak a tartalékaik, azonban az egyiptomiak nehezen tartották magukat a perzsák ellen, és a fáraó Memphiszbe szökött, ahol jobban védve volt. Amikor Memphisz is elesett, II. Nektanebo még délebbre, Etiópiába menekült. Ekkor már III. Artakhsaszjá felvette a fáraó címet. A zsoldosok gazdag zsákmányban részesültek, és visszatérvén Perszepoliszba hatalmas győzelmi ünnepséget rendeztek.
A következő években a király különböző kisebb lázadásokat fojtott el birodalmában, ezzel hatalma stabilizálódott. Mentor és Bagoasz, a két parancsnok, akik leverték az egyiptomi felkelést, pozíciójukban megerősödtek és diplomaták lettek. A következő hat évben III. Artakhsaszjá alatt a birodalom legbékésebb időszakát élte meg. i. e. 338-ban a király meghalt. Temetésére Perszepoliszban került sor. Diodórosz történetíró szerint Bagoasz ölette meg, azonban ékírások szerint természetes halállal halt meg.
III. Artakhsaszját fia, IV. Artakhsaszjá követte, akit a görög írások szerint szintén Bagoasz öletett meg. A következő uralkodó, III. Dárajavaus királyi trónra helyezését Bagoasz kezdeményezte.

### III. Dárajavaus
Mielőtt trónra lépett, elődeitől eltérően, III. Dárajavaus Örményország satrapája volt. Nem volt tapasztalata a birodalom irányításában, sőt ambíciója sem. Ez is közrejátszott a válságba sodródott birodalom bukásához. Bagoasz főparancsnok személyesen ajánlotta őt királynak, hogy később manipulálhassa.
I. e. 336-ban II. Philipposz makedón király létrehozta a Korinthoszi Szövetséget, és tervezgetni kezdte a kis-ázsiai görög városok invázióját. Az év tavaszán elküldte Parmenion és Attalosz parancsnokokat, hogy felszabadítsák az ottani városokat, de még azon a nyáron megsemmisült az intervenciós sereg. Két évvel később a király fia, Sándor megvalósította apja tervét, és hatalmas hadsereggel bevonult Kis-Ázsiába.

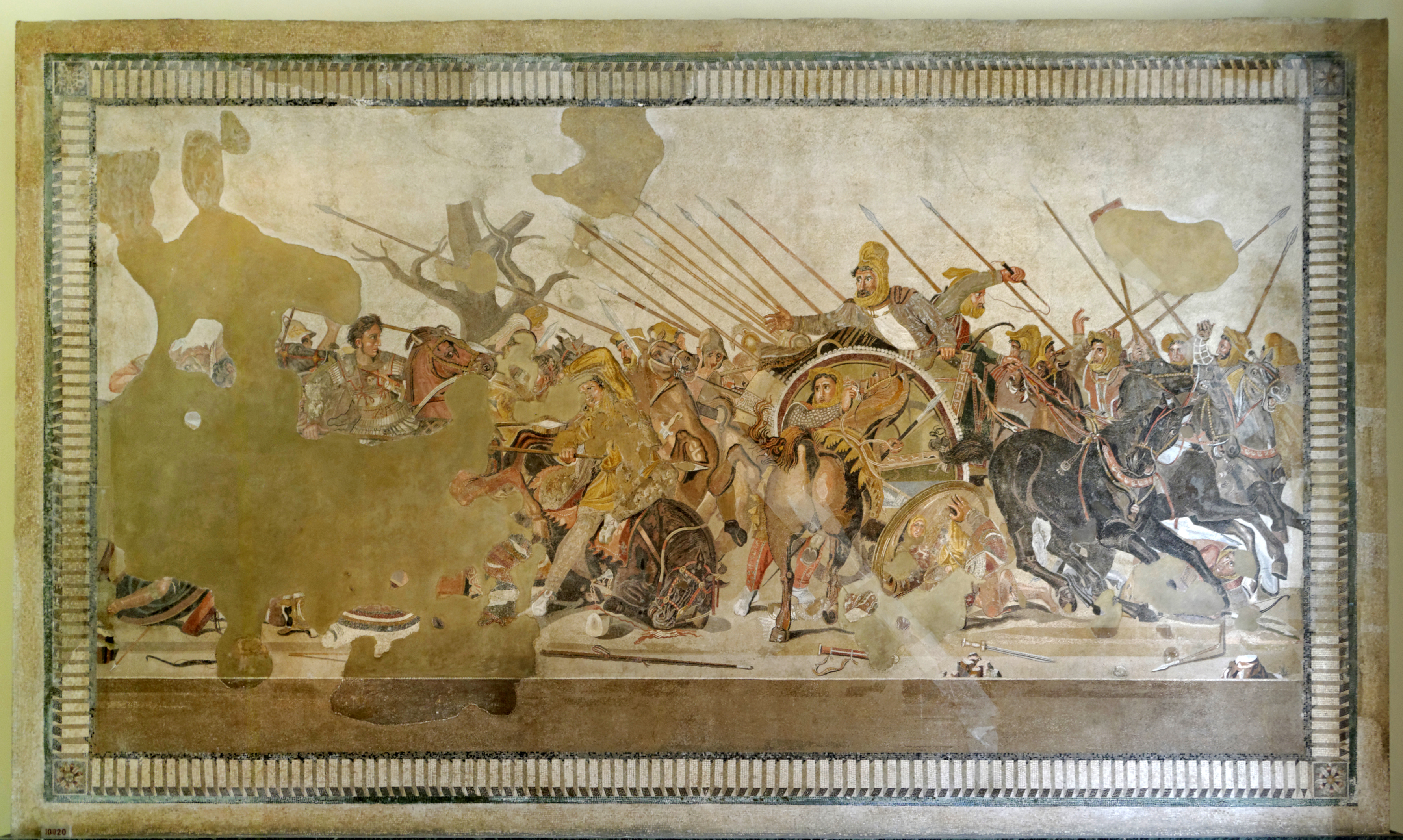
Isszoszi csata: balra látható Nagy Sándor a lován. III. Dárajavaus jobbra a kocsiján. Mozaik az első századból Pompeiiben.

Nem sokkal később a makedón hadsereg a Granikosz folyó mellett legyőzte i. e. 333-ban a perzsákat. III. Dárajavaus nem vett részt a csatában, mert arra számított, hogy Alexandrosz megállításához elegendő lesz a helyi, kis-ázsiai szatrapiák hadereje, ezért Perszepoliszban maradt. Ez volt az első ütközet a görög-makedód hadsereggel szemben, s a perzsák vereséget szenvedtek. Ezután III. Dárajavaus saját maga vette kézbe a hadsereg irányítását, és az Isszosz folyó mellett már 52 000 perzsával vette fel a harcot a mintegy 47 000 fős makedón és görög sereggel még ebben az esztendőben, és ezúttal is sikertelenül. Két évvel később, Gaugamélánál már a satrapák többsége is csatlakozott a királyhoz, ennek ellenére ezt a csatát is elvesztették, és a perzsák ettől kezdve folyamatos visszavonulásra kényszerültek.
Alexandrosz sorban foglalta el a nagyobb városokat: Ekbatana, Szúza, Babilon és Perszepolisz. Amikor Ariobarzan is vereséget szenvedett az úgynevezett „perzsa kapuk” csatájában, Alexandrosz hatalmas győzelmi ünnepséget rendezett. III. Dárajavaus ekkor már keletre menekült.

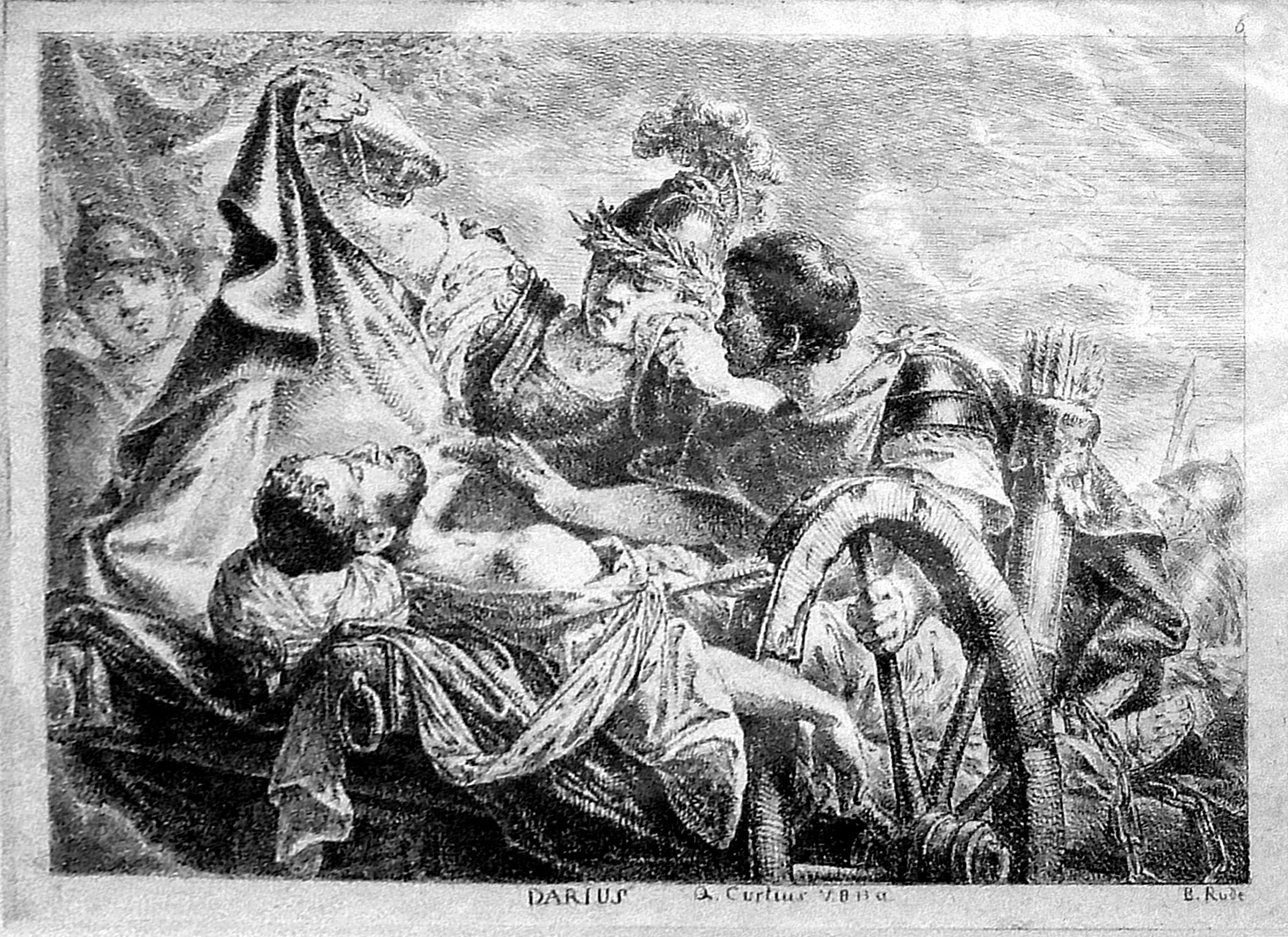
Nagy Sándor betakarja III. Dárajavaus halott testét. Kép a 18. századból.

I. e. 330-ban Besszosz satrapa megölte III. Dárajavaust, és egy szekérre tette, amelyet elküldött a makedón sereghez. Ez az esemény csalódás volt Alexandrosznak, aki élve akarta elfogni a perzsa királyt. Amikor megtekintette a halott király testét, a makedón király saját gyűrűjét helyezte rá a halottra, majd azt elküldte Perszepoliszba, ahol ünnepélyesen eltemették. Ezt követően emlékművet is emeltetett részére. Mivel felesége, II. Stateira a király lánya volt, ezzel is a legitimitását kívánta növelni. A megmaradt keleti perzsa területeken Bésszosz satrapa V. Artakhsaszjá néven kikiáltotta magát perzsa királynak. A makedón sereg azonban hamarosan elfogta, megkínozták, majd megölték, mert árulónak találták. Ezzel ténylegesen is megszűnt az Óperzsa Birodalom.
Nagy Sándor i. e. 323-ban meghalt, birodalma szétesett. Feleségét és fiát nem sokkal később megölték, így női ágon is kihalt az Akhaimenida-dinasztia.

## Politika és közigazgatás
Az Óperzsa Birodalom multikulturális birodalom volt, amelyben főként a perzsa hatások domináltak. Az államot tartományokra osztották, amelyeket a perzsák földnek (óperzsául: dahyāva) vagy szatrapiáknak (ógörög szóból származó óperzsa szó xšaçapāvan) hívtak. Emiatt gyakran nevezik manapság az első szövetségi államnak. Az államot a király, a szatrapiákat a törvényalkotásra jogosult satrapák irányították.
Indoiráni öröksége miatt a királyság feudális társadalom volt, ahol a személyes kapcsolatok domináltak. A királyi ház után a legmagasabb poszton a perzsa nemesek álltak, akik a jogok érvényesítésért voltak felelősek. A királyi ház őket követőknek (óperzsául: bandaka) hívta. Hűségüket a király nagylelkűen megjutalmazta, míg az ellenállást súlyosan megbüntette. Hitük szerint a király volt a közvetítő isten, Ahura Mazdá és köztük. A társadalmi kasztok meglétét a kutatások még nem igazolták.
A különböző keleti népekkel (zsidók, asszírok, hettiták) a perzsa királyok toleránsak voltak, és velük békében éltek, sőt ezek a népek a mai értelemben véve bizonyos mértékű autonómiával rendelkeztek. A tartományok egyesítése jogi, gazdasági és közigazgatási jellegű, a kulturális különbségek azonban megmaradtak. Minden népnek saját politikai szervezete, nyelve, vallása volt a perzsa uralom alatt. A sokszínű együttélésnek és a közös munkának a nyomait Szúzában és Perszepoliszban is megtaláljuk.

### A birodalom területe
Az Óperzsa Birodalom területének pontos meghatározása lehetetlen, mivel egyrészt ellentmondásosak a különböző források, másrészt bizonytalanok az egyes területek határai a gyakori területszerzések és vesztések miatt. A legnehezebb az északkelet-afrikai területek határának megrajzolása volt, mivel Kambúdzsija hódításai bizonytalanok. Hérodotosz szerint I. Dárajavaus a Volgáig jutott, azonban nem tudni, hogy pontosan mely részéig. A közép-ázsiai határok a szkíták miatt nem pontosak.
A birodalom területe virágkorában körülbelül 8 millió négyzetkilométer volt, és három kontinensre terjedt ki.

### Kormányzat és közigazgatási központ

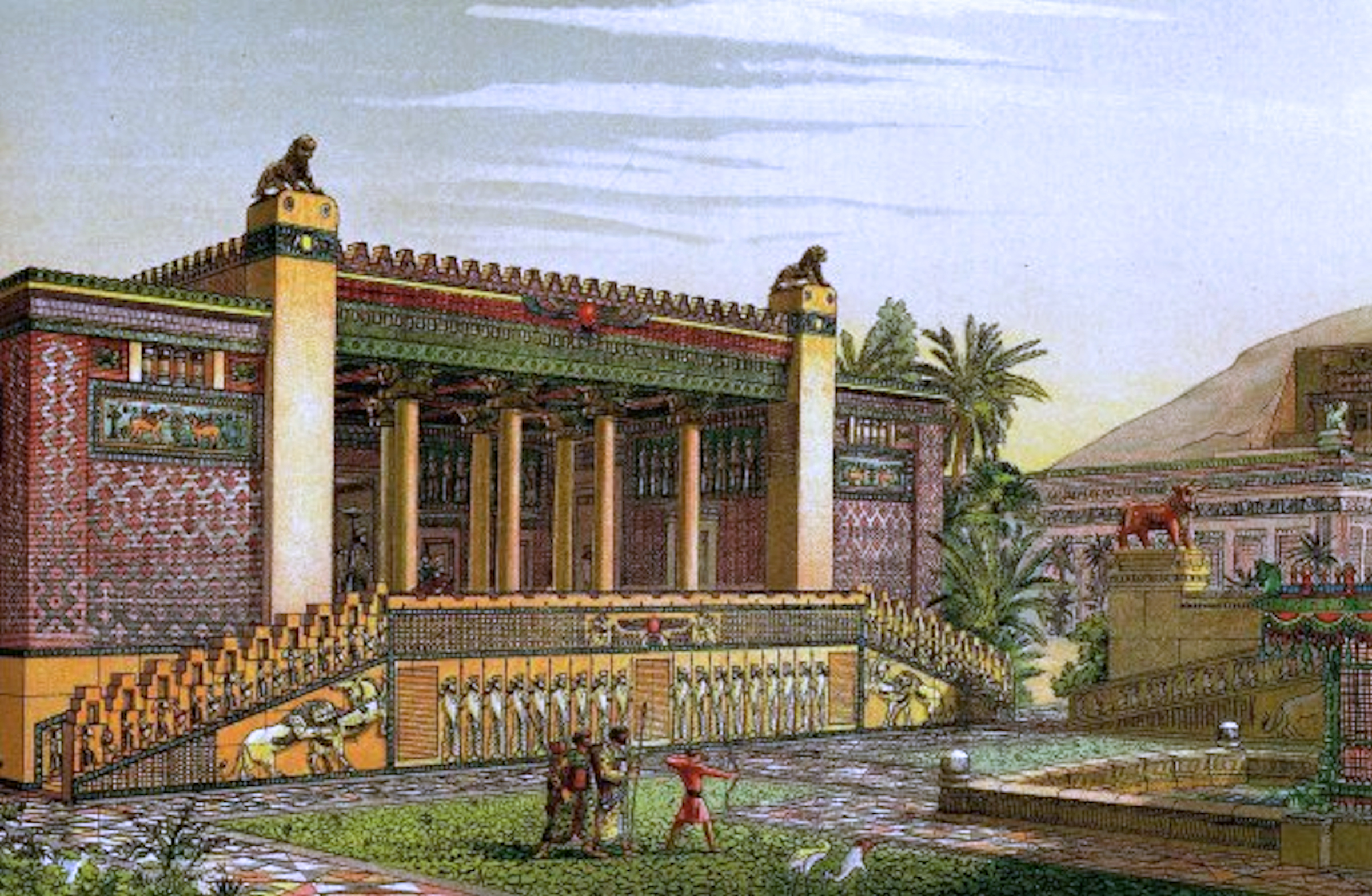
A tacsára rekonstrukciója Perszepoliszban, Charles Chipiez (1884)

Az Óperzsa Birodalom közigazgatási központja a királyi palota volt, amely először Babilonban székelt. Az állam közigazgatási nyelve az arámi volt. Nagy Kurus idején a birodalom fővárosa Ekbatana lett, bár nemsokára megalapították Paszargadait. I. Dárajavaus trónra kerülésekor Szúzába helyezte át a fővárost, majd felépítette Perszepoliszt. Az ókori görög szerzők leírják, hogy a perzsák több fővárost is fenntartottak. Szúza volt a téli, Ekbatana a nyári, Perszepolisz az őszi, míg Babilon a tavaszi főváros. Mások szerint viszont Perszepolisz csak vallási helyszínként szolgált.

### Szatrapiák
A birodalmat tartományok, vagy más néven szatrapiák alkották, amelyeket Nagy Kurus hozott létre. A helyi kormányzó, a satrapa komoly jogokkal rendelkezett. Ez a stratégia később is megmaradt, sőt, meg is erősítették e jogokat. A tolerancia miatt a legtöbb szatrapiában béke volt.
A satrapák hivatalos státusza a király védnöke volt, és maga nevezte ki őket. A feladatuk miatt illették őket a rend és a béke őrzője címmel is. Ők voltak a rendszer mozgatórugói: beszedték az adókat, törvényeket alkottak és betartatták a királyi rendeleteket. Háborút indíthattak és békét köthettek a szomszédos népekkel. A satrapákat a perzsa és méd arisztokratákból, ritkább esetekben a perzsa hercegek közül választotta ki a mindenkori uralkodó. Például Hisztaszposz (a későbbi I. Dárajavaus) Pársa (azaz Perzsia) satrapája, majd Khsajársá testvére, Masziszt pedig Baktria satrapája volt.
A satrapák voltak a király szeme és füle. A birodalomban titkos ügynökök is tevékenykedtek, akik végigjárták az államot, és vészhelyzet esetén segítséget kérhettek a királytól. Némely satrapák hatalomra törekedtek és fellázadtak.
A behisztuni írások alapján I. Dárajavaus korában 23 satrapa volt. Ezek: Parsa (Perzsia), Uvaya (Elám), Babirus (Babilónia), Athura (Asszíria), Arabaya (Arábia), Mudraya (Egyiptom), tengeri népek, Sparda (Lüdia), Yanna (Iónia), Mada (Média), Armina (Armenia Magna), Katpatuka (Kappadókia), Parthava (Parthia), Zraka (Drangiána), Haraiva (Areia), Uvarizmiy (Horezm), Baxtris (Baktria), Sugunda (Szogdia), Gadára (Gandhára), Saka (Szkítia), Thatagus (Szattagüdia), Harauvatis (Arakhószia) és Maka. Ezt a felsorolást Perszepoliszban, a keleti lépcsősoron láthatjuk leírva, ahol minden évben megünnepelték a perzsa újévet, a nourúzt.

### Dárajavausi reformok
I. Dárajavaus perzsa király hajtott végre először jogi reformokat, azon belül is a bíráskodás, a megvesztegetés és az erőszakos cselekmények területén. Dárajavaus idejében sok nép kezdte el használni a „dāta” perzsa szót, amely törvényt jelent, és egyes népek a mai napig így nevezik. A reform fontos részét képezte a hadsereg kiváltságos jellegének visszaállítása, amellyel egyfajta „polgári” haderőt hozott létre. A hódoltatott népek arisztokráciáját bevonta a kormányzásba, ami a birodalom egyben tartását segítette.
Reformjain keresztül a birodalom közigazgatása megújult. 23 szatrapiát hozott létre, amelyek élén a satrapák álltak, akik törvényeket hoztak, tradíciókat alakítottak ki. Azonban a magasfokú helyi politikai önállóság körébe nem tartozott a katonaság feletti önálló rendelkezés.
Minden tartománynak saját törvényei, független költségvetési ellenőrzése, katonai koordinátora volt, melyeket a királlyal kellett egyeztetni. Ez a közigazgatási felosztás azt eredményezte, hogy kevés felkelés szerveződött. Dárajavaus megnövelte az államigazgatás tagjainak számát is.
Ugyanakkor közgazdasági jártasságáról is ismert volt. Megreformálta a gazdasági rendszert, és aranypénzt, dareikoszt veretett, amely tartós értékkel bírt. Az adórendszerben az adókat ezüstben kellett befizetni. A hadjáratok miatt több hajógyár is épült, fejlődött az ipar és a kereskedelem, ezzel együtt pedig gyarapodott a népesség.
A fizikai mértékegységeket is szabványosította, ezzel megkönnyítette a birodalmon belüli kereskedelmet, és csökkentette az adminisztrációt.

### Törvények és jogok
Az akhaimenida uralkodók mindegyike jelentős törvényeket hozott. Az Óperzsa Birodalom átszervezése biztosította a birodalom fennmaradását és a közrendet az évszázadok során.
II. Kurus perzsa király és I. Dárajavaus perzsa király a legismertebb törvényhozók a perzsa királyok között. Törvényeik hatással voltak a régió későbbi uralkodóira, valamint a polgári jogok fejlődésére is.

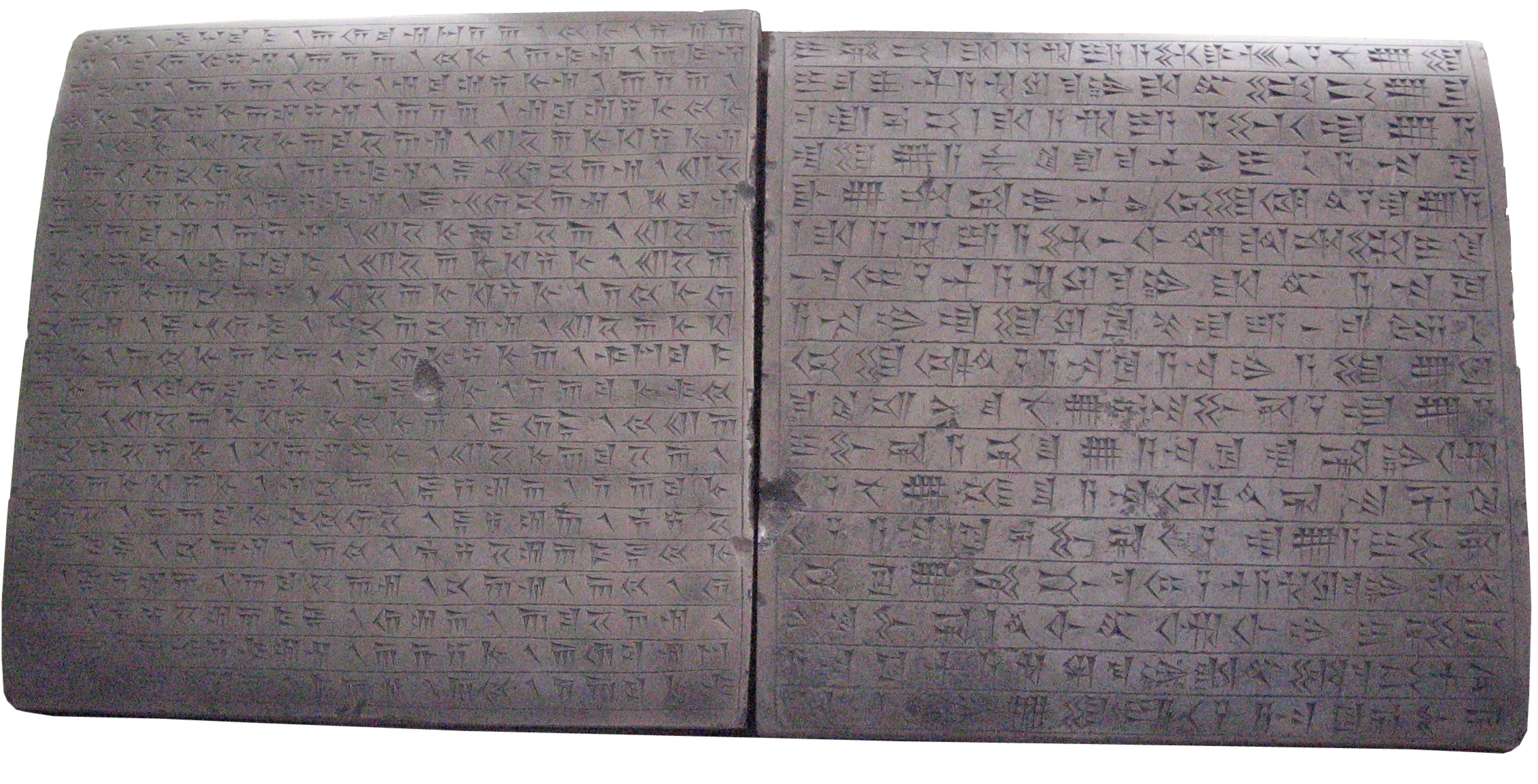
I. Khsajársá jogtára ékírással

Sajnos, a kurus-hengeren kívül nem maradt fent jogi törvényekre vonatkozó dokumentum. Ennek szövege elismeri a népek szuverenitását, a konfliktusok békés elrendezését. Tiltja a rabszolgaságot és az erőltetett munkát, illetve elismeri az emberek élethez, tulajdonhoz, munkához és bérhez való jogát. Vallásszabadságot, szabad hagyományápolást és szabad mozgást is biztosított.
A perzsa nagykirály felelős volt a bíróságért, ő nevezte ki a bírókat is, tehát abszolút hatalommal rendelkeztek. A bíróság vezette a jogi adminisztrációt. Hérodotosz műveiben leírja a perzsa bíróság működését, amely szerinte követendő példa. A perzsa uralkodókról a görög történetírók leírták, hogy keményen büntették a korrupciót, de a többi bűncselekményt is szigorúan bírálták el.
I. Dárajavaus kihirdette az isteni törvényeket, amely a zoroasztrizmusról szól.
A királyi és a helyi törvényeket megtalálhatjuk az egyiptomi sírokban, Memphiszben, Edfuban. Az egyiptomi hagyományban jó királynak tartják I. Dárajavaust, a Bibliában Kurusnak is emléket állítottak a zsidók felszabadítójaként.

## Gazdaság

### Monetáris rendszer

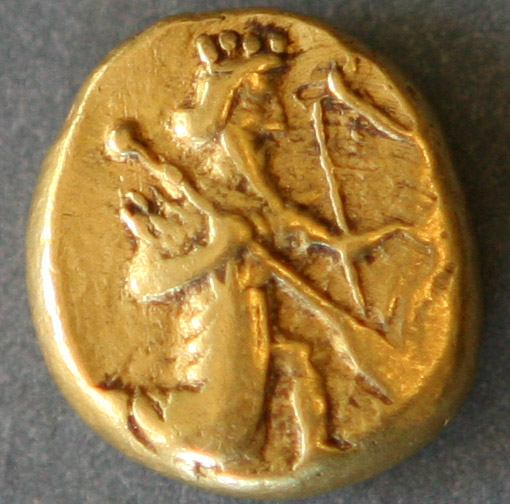
IIIb típus perzsa darik érme i. e. 420-ból

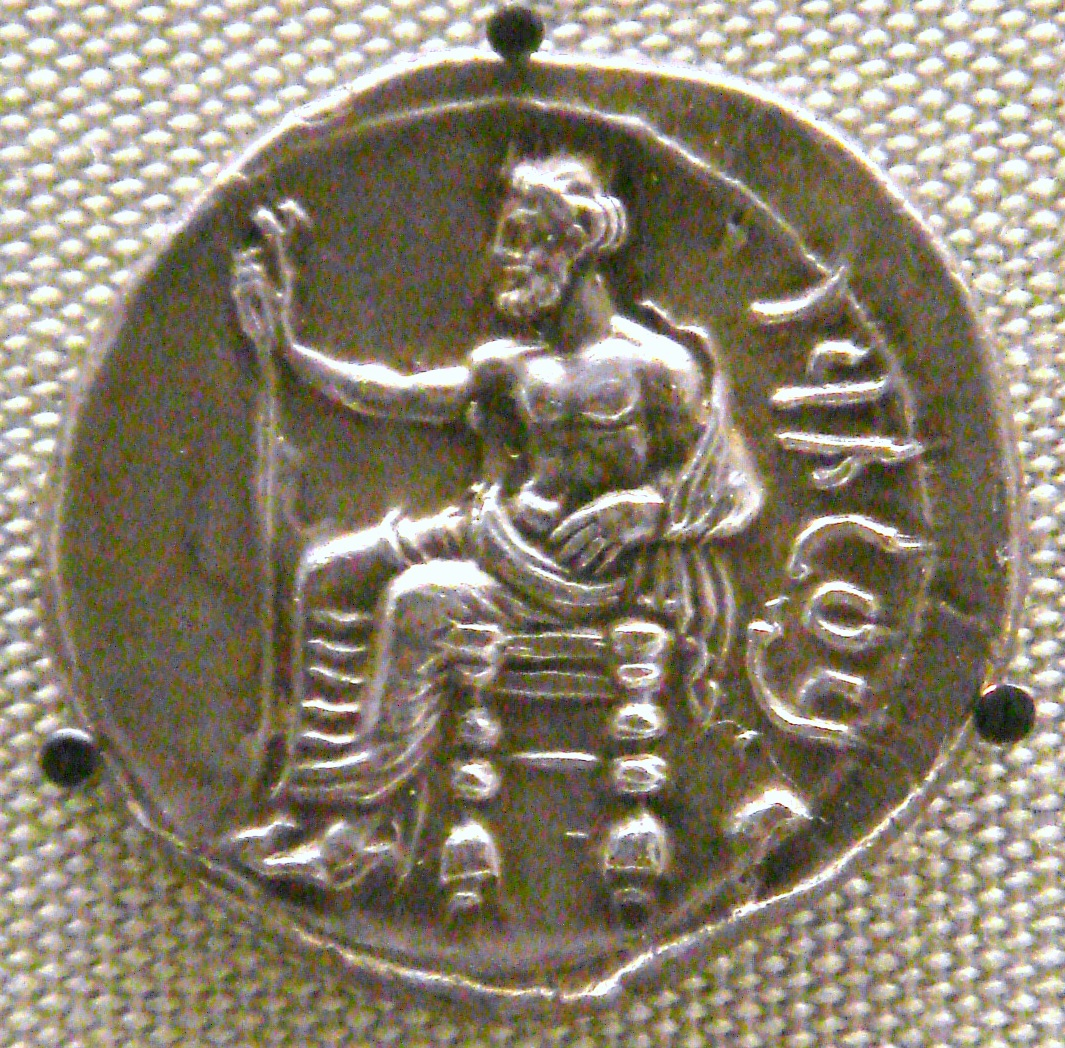
Ezüst érme Kilikia szatrapiából III. Fabanaz idejéből

Valószínűleg I. Dárajavaus perzsa király volt az első akhaimenida király, aki érmét veretett: a perzsa arany darikot. Ezzel a pénzzel finanszírozta a háborúkat; gazdaságilag és ideológiailag is fontos pénznem volt. A darikon kívül veretett még ezüst szigloszt is. Később, miután egységesítette a mértékegységeket, könnyebben tudta behajtani az adókat, valamint ez leegyszerűsítette a kereskedelmet és a bankrendszert is.
A darik erős valutának számított, 95,83%-os tisztaságú aranyból verték, és súlya 8,385 gramm volt. Az ókori görögök a pénzt Dárajavaus után nevezték dareikós statḗr-nek, bár valószínűleg a pénz neve az óperzsa zarig (arany) szóból származik. Az érmék verésére a királynak monopóliuma volt. A darik mellett használt ezüst šekelt (ógörögül: sziglosz) korábban Mezopotámiában használták, i. e. 3000 körül. A sziglosz 90%-os tisztaságú ezüstből készült, és 5,56 gramm volt a súlya. Húsz sziglosz ért egy darikot.
A pénzügyi rendszer változásáról Perszepoliszban maradtak fent ékírásos dokumentumok. I. Dárajavaus uralkodásának első éveiben természetben fizettek, amely még utódai alatt is részben fennmaradt. Ebben az időben a kereskedelem más országokkal csereügylettel, míg a görögökkel pénzügylettel történt. A pénzügyi reform csak részleges volt, mivel később sem váltották érmére a kincstárakban felhalmozott aranyakat.

### Adórendszer

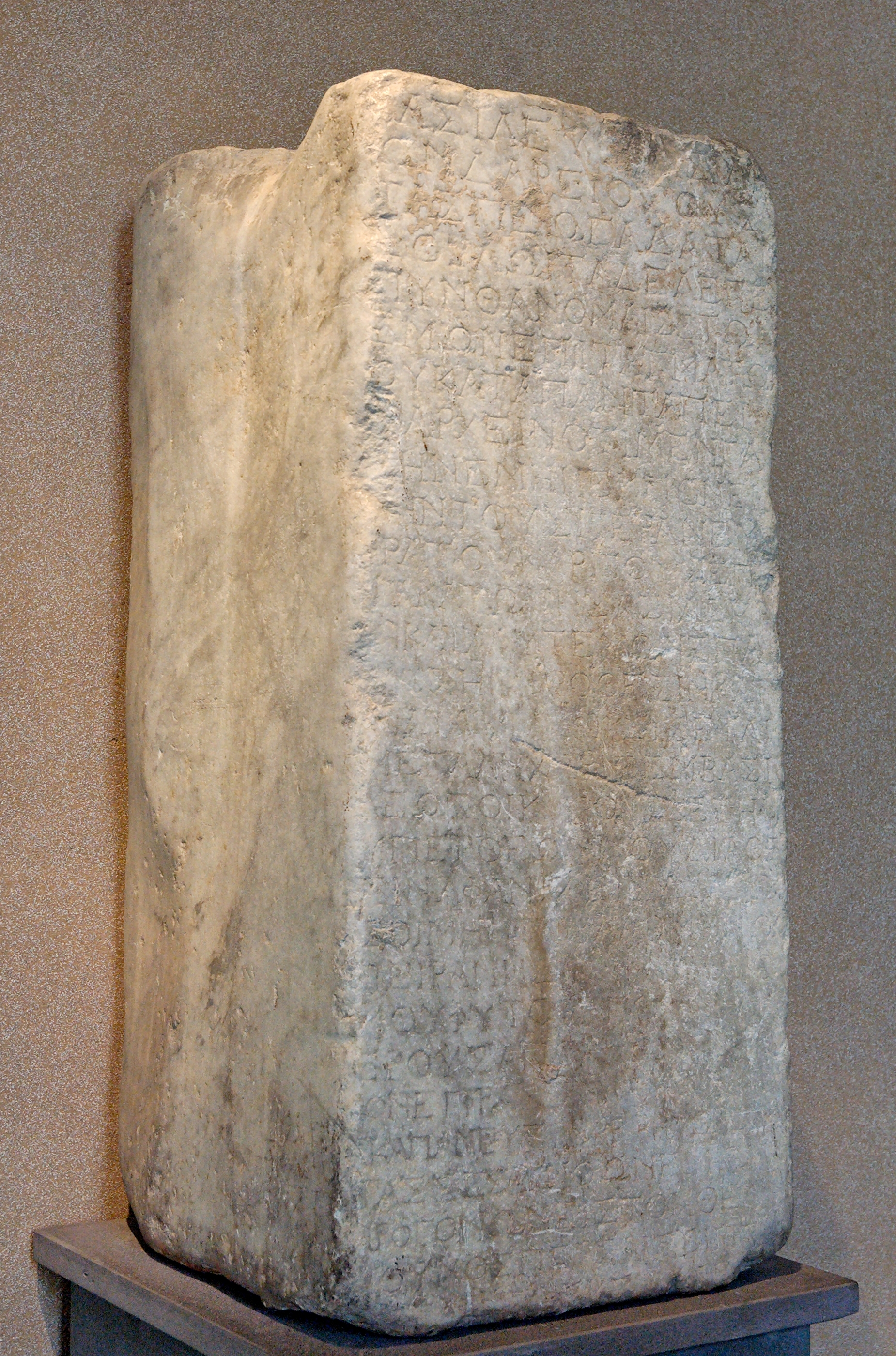
Dárajavaus írása a királyi kertről

II. Kurus és Kambúdzsija idején a perzsa királyok adóként különböző ajándékokat „kaptak” a birodalom népeitől. Dárajavaus, a reformja után állandó adókat vetett ki, amelyeket ezüstben, a kor általános fizetőeszközében szedtek be (ritkán aranyban). Néhány szegényebb körzetben engedélyezték az egyedi adókat: ló, fa, gabona. Ez a rendszer hatékony volt, de egyenlő, mivel Fársz régióban, ahol a perzsák éltek, nem fizettek adót. A beszedett adókat az állam a királyi udvarra, közhivatalnokok fizetésére, közmunkákra, csatornák és épületek építésére fordította. A hadsereget a helyőrség környékén lakó népesség tartotta el, de a fegyverzet szintén az adóbevételekből került beszerzésre. A Dárajavausi reform elsődlegesen a Gaumáta által bevezetett közigazgatási rendszer megszüntetésén alapult, aki a hozzá való hűség fejében több tartománynak teljesen elengedte az adókat és szolgálatokat majd helyreállította a hadsereg kiváltságos helyzetét. A perzsa arisztokrácia visszakapta elkobzott javait.
Az adók és a királyi birtokok jövedelmei voltak a legfőbb bevételi források. Az egész közigazgatási rendszer az adók rendszeres és megbízható behajtására épült fel. A beszedett adókat a királyi kincstárba vitték, amelynek három városban (Perszepolisz, Szúza, Ekbatana) több épülete is volt. A perszepoliszi ásatások során több anyagtáblán is megtalálták az adókról szóló beszámolókat. Ezek megemlítik, hogy városi és útadó is volt, amelyeket az utakon, illetve a városfalnál kellett befizetni. A hivatalnokok munkáját a szatrapiákban titkos felügyelők ellenőrizték.
Dárajavaus találmánya volt az adóbérleti rendszer, amely szintén a rendszeres királyi jövedelmek igénye miatt jött létre. Az adóbérlő kifizette egy-egy terület kiszabott adóját, azután annyi jövedelmet hajtott be a lakosságon, amennyit csak tudott. A polgári közigazgatás és a katonai helyőrségek egymástól függetlenek voltak, egymást ellenőrizték. Xenophón leírásában: „Ha a katonai parancsnok nem gondoskodik megfelelően a tartomány védelméről, a lakosság vezetője vagy a mezőgazdasági munkálatok vezetője bepanaszolja, hogy védelem hiányában nem lehet dolgozni. Ha viszont a katonai parancsnok gondoskodik a békéről, s a vezető felügyeletére bízott föld még sincs bevetve, megművelve és benépesítve, a katonai parancsnok panaszolja be az utóbbit.” Az efféle kölcsönös ellenőrzés gátolta a szatrapiák elszakadási kísérleteit is, amelyek a korábbi közigazgatási rendszerekben megszokottak voltak.
Az adórendszerről szóló statisztikai adatokat Hérodotosz munkájában találjuk meg, aki I. Dárajavaus perzsa király idejéből nagy pontossággal jegyezte fel az állandó adóbevételeket szatrapiára lebontva. Ennek hitelessége azonban megkérdőjelezhető, mert nem veszi figyelembe a szatrapiák gazdasági erejét. Az adókat talentumban adja meg, amely tömegegység az ókorban elterjedt volt, és a teli vizes amfora súlyát jelentette. A görög és attikai talentumok 26 kilogrammosak, az egyiptomiak 27 kilogrammosak, a babiloniak 30,3 kilogrammosak voltak. 2004-ben egy görög ezüst talentum 20 ezer amerikai dollárt ért. A műben szereplő adók:
| Körzet | Szatrapia vagy nép                                                                            | Az adó éves mértéke |
| ------ | --------------------------------------------------------------------------------------------- | --- |
| I.     | Iónia, Magnészia prefektúra, Aiolia, Kária, Lükia, Pamphülia                                  | 400 ezüst talentum |
| II.    | Lüdia, mizijek, lasonijanok, kabalijanok, hitenijanok                                         | 500 talentum |
| III.   | Helészpontosztól délre élő törzsek, Phrügia, ázsiai Trákia, Paphlagónia, marijandinok, Szíria | 360 talentum |
| IV.    | Kilikia                                                                                       | 360 fehér ló (minden napra egyet) és 500 ezüst talentum, ebből 140 a helyi lovasság gondozása, a többi a királyi udvarnak. |
| V.     | Posszídium város területe, Szamária, Ciprus és Palesztina                                     | 350 talentum |
| VI.    | Egyiptom és Líbia                                                                             | 700 talentum és 120 000 véka gabona, a katonaság ellátására.                                                               |
| VII.   | Szatagüdia, Gandhára                                                                          | 170 talentum |
| VIII.  | Szúza és környéke                                                                             | 300 talentum |
| IX.    | Mezopotámia                                                                                   | 1000 ezüst talentum és 500 gyerekeunuch                                                                                    |
| X.     | Ekbatana és Mada                                                                              | 450 talentum |
| XI.    | Kaszpiak, Pausiciaiak, Pantimatiak, Dariti                                                    | 200 talentum |
| XII.   | Baktria és a környező népek                                                                   | 360 talentum |
| XIII.  | Örményország, pakti és a többi nép a Fekete-tengerig                                          | 400 talentum |
| XIV.   | Szagartia, Drangiána, utijanok, mikek, Perzsa-öböl szigetein élő emberek                      | 600 talentum |
| XV.    | Szkíták, szakák és az északi kaszpiaiak                                                       | 250 talentum |
| XVI.   | Parthia, Horezm, Szogdia és Areia                                                             | 300 talentum |
| XVII.  | Paricaniána és Etiópia                                                                        | 400 talentum |
| XVIII. | Matiána, Szaszpir, alarodiánok                                                                | 200 talentum |
| XIX.   | férfiak, tibarok, makronézek, mosinojok, Marezi                                               | 300 talentum |
| XX.    | India (a legnagyobb lélekszámú nép)                                                           | 360 arany talentum |
| (+)    | arabok                                                                                        | 1000 talentum tömjén |

### Közlekedés
A hatalmas birodalomban a nagy távolságok miatt gondot okozott úgy a csapatok eljuttatása a birodalom egyik végéből a másikba, mint a kommunikáció. I. Dárajavaus kiépíttette a királyi utat. Ez a lüdiai Szardeisz városától Szúzán, Paszargadain át vezetett keletre, Perszepoliszig. A két város közötti távolság 2700 kilométer volt, amelyet a lovak egy hét alatt tettek meg, míg ez az út gyalog 90 napig tartott. Az út építése nehézségekbe ütközött, mivel meg kellett küzdeni a kis-ázsiai hegyekkel, az asszíriai sivataggal, a babiloni mocsarakkal és a perzsa hegyekkel is. Ezt az utat használta Marcus Ulpius Traianus római császár is majd 700 évvel később.
Dárajavaus idején még létezett a régi szuezi-csatorna is, amely egykor a mai csatorna helyén volt, és amelyen akkoriban a perzsa hajók haladtak át. A perzsa mérnökök zsenialitása nemcsak a csatorna megépítésében mutatkozott meg, hanem a Görög–perzsa háborúk idején megépült két pontonhídon is, amelyek a Helészpontoszon íveltek keresztül.

### Mezőgazdaság

A qanat-csatorna felépítése

Az óperzsa időkben nagy jelentősége volt a mezőgazdasági termelésnek, amely a birodalom gazdagságát alapozta meg. Különösen sokat javított az eredményességen, hogy azokat a területeket, ahol kevesebb volt a csapadék, öntözték, így Egyiptomban, Babilonban, Közép-Ázsiában. Ezt egy csatornarendszer tette lehetővé, amelyet Iránban és Afganisztánban a mai napig használnak. A perzsa királyok nagy pénzt fektetettek a vízellátás kiépítésébe, amelyet öt generáción keresztül fejlesztettek.
A csatornarendszer úgy épült fel, hogy van egy függőleges kút, amelynek az alján egy ferde folyású csatorna fut végig. A rendszer jellemzője, hogy hatásosan használja a föld gravitációját és szivattyú nélkül tudja továbbítani a vizet a föld mélyéből a felszínre illetve veszteség nélkül juttatja el a vizet távolabbi helyekre.
A földek tulajdonosai perzsa nemesek, templomok és vállalkozások voltak. A magas szintű földművelés tette lehetővé a gazdag perzsa kertek kialakítását. Az elámi ékírások szerint a Perszepoliszban és Paszargadaiban talált agyagtáblákon óperzsa nyelven Batrakatašnak, illetve Pâthragâdának nevezték ezeket a kerteket, mai nevük a görögöktől származik. A görög paradeiszosz szó Paszargadai város nevéből származik, amelynek hatalmas kertjei voltak az ókorban.
Dárajavaus támogatta az új növényfajták nemesítését, terjesztését, uralma alatt terjedt el a rizs, a lucerna és a különféle gyümölcsfák termesztése.

### Kereskedelem
A kereskedelemben a luxusáruk helyét a kézműipari termékek és használati cikkek vették át. Az emelkedő árak ellenére ezek egyre több ember számára váltak elérhetővé, ugyanis az uralkodók közmunkákkal igyekeztek a lakosság számára megélhetést biztosítani. Szabályozták az árak és a bérek jelentős részét, így próbálva meg elejét venni a lakosság elszegényedésének. Ennek köszönhetően az átlag perzsa alattvaló életszínvonala magasabb volt, mint például görög kortársáé.
A Perzsa Birodalomban virágzott a távolsági kereskedelem, valamint megnőtt a babiloni bankházak szerepe is, amelyek már nemcsak kölcsönökkel foglalkoztak, hanem aktívan részt vettek a gazdasági életben is.

## Hadsereg

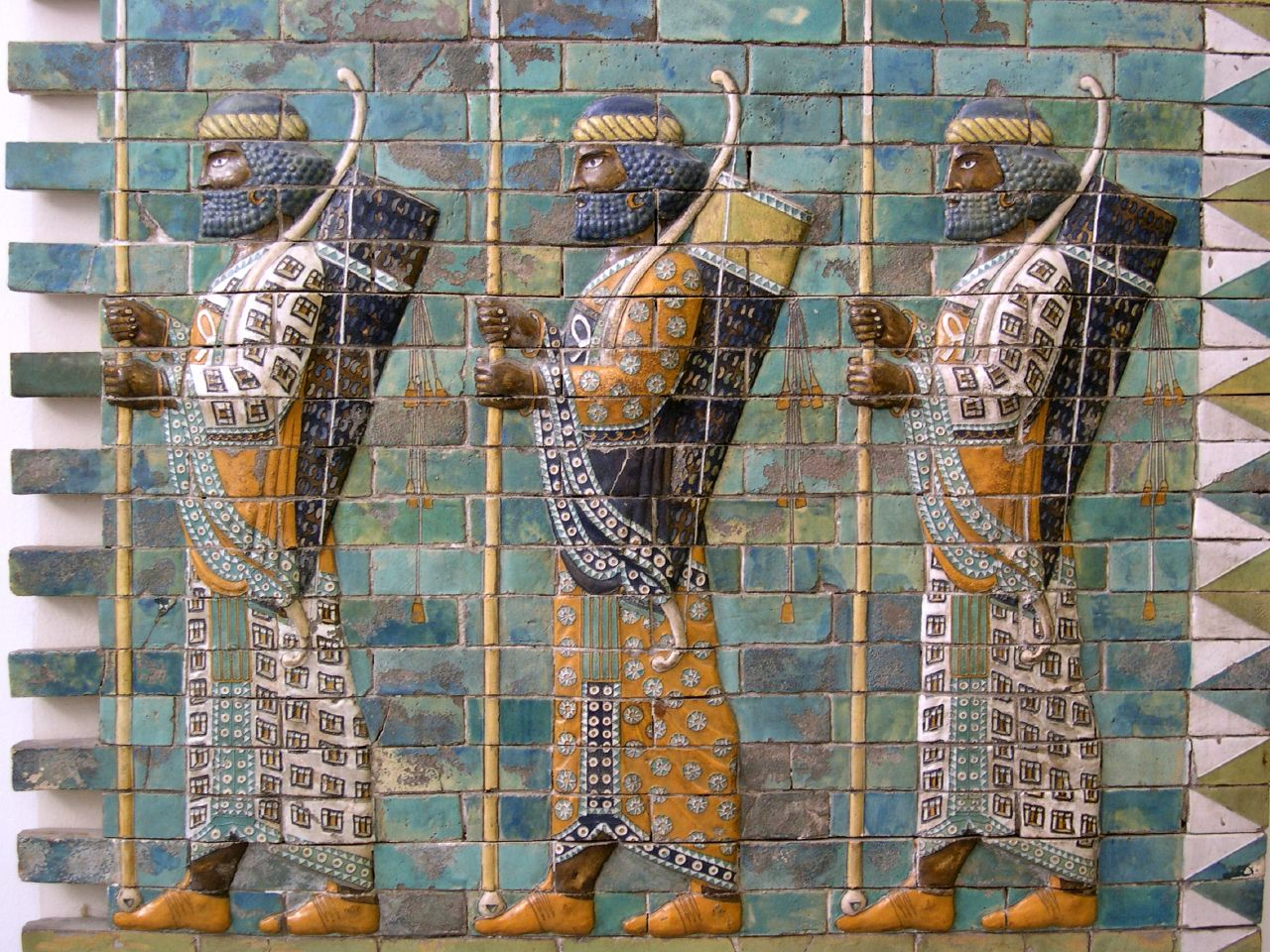
Mozaik a perzsa halhatatlanokról

A perzsa hadsereg volt az akkori világ legerősebb serege, amellyel a birodalom hanyatlásának korában is csupán Nagy Sándoré vette föl a versenyt. Több ezer kilométert ellenőriztek, és jártasak voltak a háborúskodásban. A hadsereg ütőereje a kitartó és fegyelmezett gyalogságban volt, amely a legkorábbi időkben (i. e. 6. század) a szabad földközösségi tagokból szerveződött.
A perzsa elit hadsereget a perzsa „halhatatlanoknak” hívták, akik 10 000-ren voltak, és a királyi testőrség feladatait látták el. A halhatatlanok tagjai perzsák, médek és elámiták lehettek.
II. Kurus idejében, amikor Perzsia helyett még a médek uralták a régiót, a hadsereg felkelt a méd uralom ellen. Fontos szerep jutott a hadseregnek a politikai egység birodalmon belüli megteremtésében is. A főparancsnokot hazaparatinak nevezték, aminek a jelentése: „a király mögött a második”. A sereget gyalogság és lovasság képezte, amelynek létszámát a perzsa nemesség biztosította.
A perzsa hadsereget a legtöbben a lovaikról ismerték fel, a katonák pedig remek céllövők voltak. A későbbi időkben színes kocsikkal szálltak harcba az ellenséggel. Az ostromgépeket Iónia elfoglalásakor nem ismerték még a görögök, ezért a perzsák könnyen legyőzték őket. Korabeli általános megítélés volt, hogy a perzsa egységek fegyelmezettek és gyors reagálásúak voltak, azonban a görög–perzsa háborúkat mégis elvesztették. Ennek oka a görög gyalogság és később a lovasság fejlődése, amely fokozatosan felülmúlta mind fegyverzetben, páncélzatban, mind kiképzésben a perzsa hadsereget. A hódítások növekedésével a leigázott területekről egyre több harcos fogadott fel vagy késztetett csatlakozásra a perzsa sereg, akik viszont már szedett-vedett, csekély harci tudással bíró és gyengén felszerelt segédcsapatok voltak. Az i. e. 4. században a kényszersorozott, alkalmi katonaság már nem volt képes felvenni a harcot a gyakorlott görög katonákkal (a marathóni csatában is könnyűszerrel megfutamodtak az ellentámadásba lendülő görög hopliták elől). Ekkorra már a halhatatlanok között is megszűnt a rendszeres kiképzés és gyakorlás.
A perzsa hadseregnek több állomáshelye is volt a birodalomban, ezeket perzsa tisztviselők irányították. Az állomáshelyeket úgy alakították ki, hogy könnyen eljussanak a problémás körzetekbe, ezért stratégiai pontokban, főutak mellett és határterületeken létesítették őket. A katonákat a birodalom népei adták, kivéve a perzsákat, médeket és elámitákat.
A satrapák intézték a hadsereg ellátását, finanszírozását a saját közigazgatási területükön, de nem volt joguk a sereg irányításához. A szatrapia hadseregét a nagykirály által kinevezett helynök felügyelte. Békeidőben, amikor nem volt ütközet, kiképezték a katonákat, és toborozták az újoncokat. A birodalom területén a katonai egységek egyúttal csendőri feladatokat is elláttak. Hérodotosz művei alapján tudható, hogy a hadsereget 67 etnikai csoport és három fő haderő alkotta: a gyalogság, a lovasság és a haditengerészet, kiegészülve az íjászokkal.
A perzsa hadsereg etnikai sokszínűsége ellenére, a perzsa parancsnokok hatásos taktikájával és vezetésével nagy győzelmeket aratott. Briant történész szerint I. Khsajársá perzsa király és utódai csak ceremoniális szerepet játszottak a seregben, a morál javítása érdekében volt szükség a jelenlétükre. Ruf római történetíró szerint csak a perzsa király személye miatt tudták összetartani a sokszínű sereget.

## Kultúra és vallás

### Nyelv

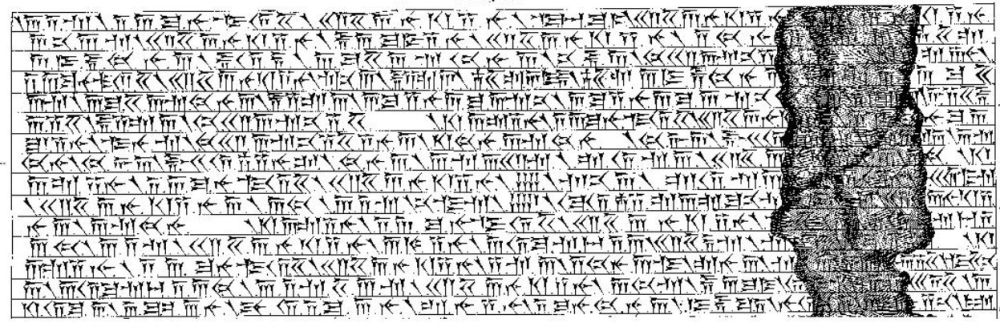
A háromnyelvű behisztuni felirat írásai perzsa, elámi és akkád nyelven

A perzsák az adminisztráció szervezése és a katonaság irányíthatósága miatt hivatalos nyelvnek a perzsát tették meg, bár a diplomáciában használták az arámi nyelvet is. A többi nyelvet a tartományokban, helyi szinten beszélték. Ismert, hogy az elámi nyelvet Fársz régióban hivatalosan is használták. Főbb egyéb nyelvek: egyiptomi, görög, lüdiai, líciai. A perzsa mellett az elámi és az akkád nyelvet használták a királyi levelekben is (→Behisztuni felirat).

### Élet a birodalomban

#### Élet a királyi udvarban
A perzsa királyi udvarnak korlátlan hatalma volt a birodalomban. Az udvart a király, annak családja és a perzsa nemesek alkották. Itt rendelkeztek a jogokról és a stratégiai döntéseket is itt hozták. A történelmi dokumentumok, amelyek a perzsa jogrendszerre vonatkoznak nem teljesek, mivel csak kevés maradt fenn napjainkig.
Függetlenül a különböző királyi rezidenciákban való tartózkodástól (Perszepolisz, Szúza, Babilon, Ekbatana), elkísérte utazásaira a királyt a családja és az adminisztráció nagyobb része. Az utazás során a király és a nemesség egy nagy, szimbólumokkal jelzett luxussátor alatt tartózkodott, amely az ideiglenes tábor közepén helyezkedett el. Pierre Briant történész szerint ezeket a szimbólumokat láthatjuk Szúza és Perszepolisz palotáiban is. A királyi udvar szervezetének szigorú szabályai voltak. A királyt különböző magas rangú hivatalnokok vették körül. A népnek joga volt a király elé járulni, és jogi tanácsot kérnie tőle.
Hérodotosz és Xenophón leírta, hogy a perzsa király, biztonsági okokból, személyesen választotta ki az ételt, amit fogyasztott. A bankettekre is saját maga választotta ki a meghívottakat. A résztvevőknek a biztonság miatt szigorú szabályokat kellett betartaniuk a ceremóniák során. A görög történetírók megemlítik, hogy az ünnepségek pompásak és fenségesek voltak. A királynak az ételeket előre kiválasztott szakácsok készítették. A vizet a Saour folyóból hozták, az evőeszközök pedig ezüstből készültek. A perzsák nagy jelentőséget tulajdonítottak az evőeszközöknek, mivel úgy vélték, hogy a különböző fémek, amikkel étkeznek, megváltoztatják az ételek ízét.

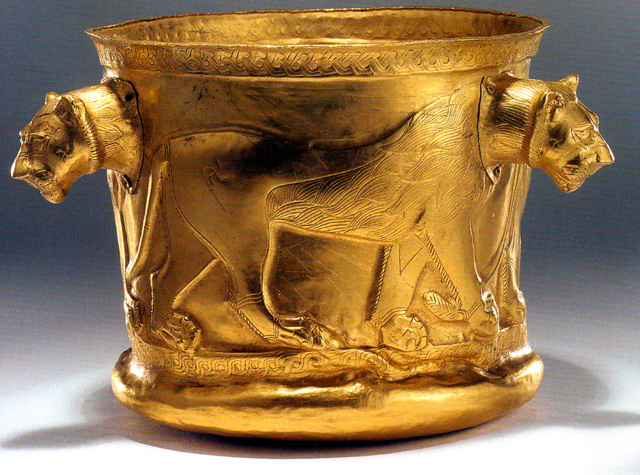
Aranycsésze
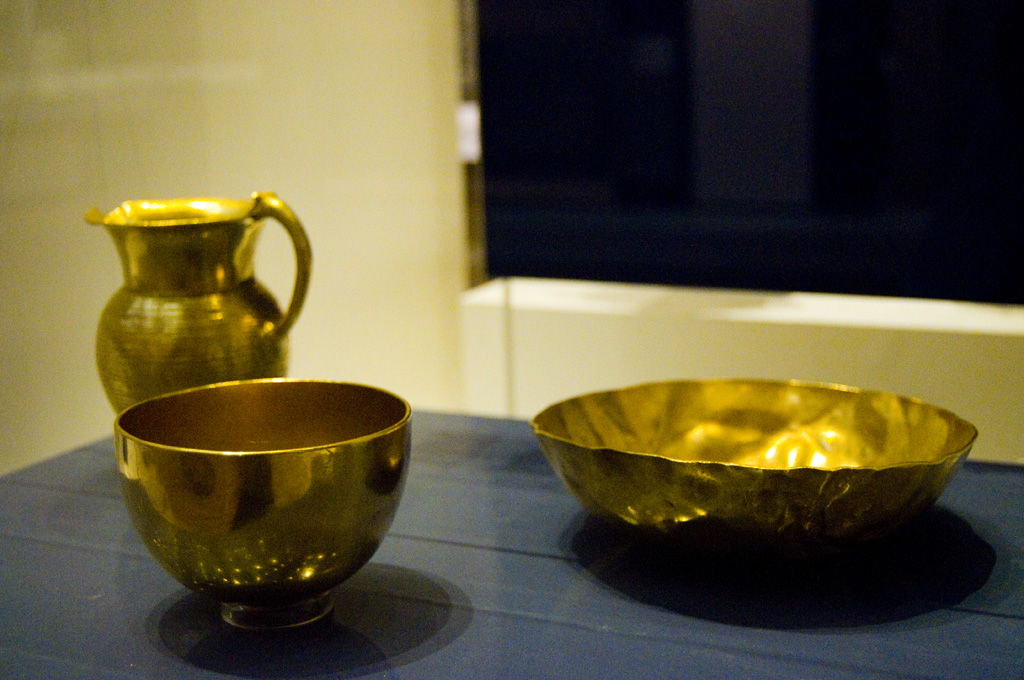
Arany evőeszközök
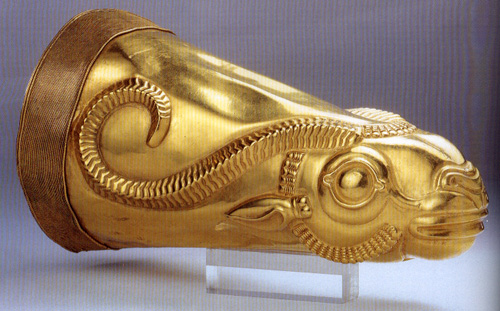
Aranykorsó Ekbatanában
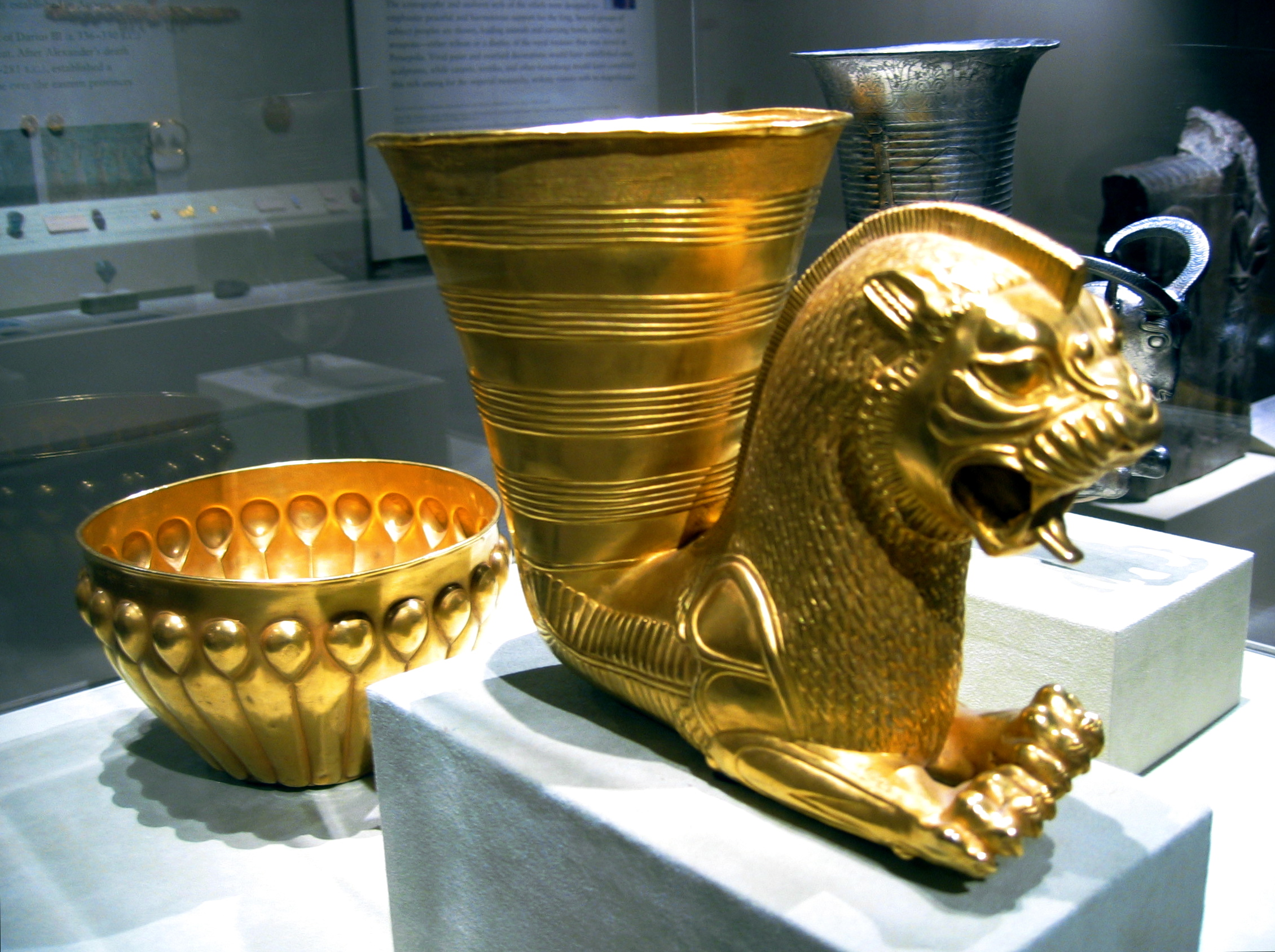
Aranykorsó

A király központi helye az ünnepségen nem csak a ceremónia része volt, hanem a testi épségét is ezzel kívánták megóvni. Fontos szerepük volt az udvarban a görög, illetve egyiptomi orvosoknak, akik a királyi kíséret tagjai voltak. Ők vizsgálták meg az ételeket is étkezés előtt.
Az udvarhoz tartoztak az eunuchok is, akiket két kategóriába soroltak: a királyi család környezete, illetve az egyéb területen dolgozó emberek. Később, ahogy a királyi udvar bővült a királyi családhoz csatlakoztak jelentős számú nemesek is. Sok ókori szerző leírja, hogy a perzsák poligámiában éltek és háremet tartottak, azonban a modern történészek szerint Perszepoliszban nem volt hárem. A királyi udvarban élő nők, akikhez a királynők és a hercegnők tartoztak, nagy önállósággal rendelkeztek, amelyet a perszepoliszi írások is megerősítenek. A nőknek a birodalomban több joga volt, mint bármely más nőnek a világon akkortájt, sőt néhány satrapa is nő volt. A görög–perzsa háborúkban volt egy női parancsnok is: I. Artemiszia Káriából.).
Mint ahogy Asszíriában és Babilóniában is hagyomány volt, a perzsáknál is kedvelt szórakozás volt a vadászat. Ez mutatta békeidőben az emberek bátorságát és a képességeit. A vadászaton a dárda viselése kizárólag a király joga volt, de különböző vadászfegyvereket is használtak, például kardot is. A vadászatot a király saját kertjeiben is űzte, amelyek gazdagok voltak vadállományban.

#### Élet a királyi udvaron kívül

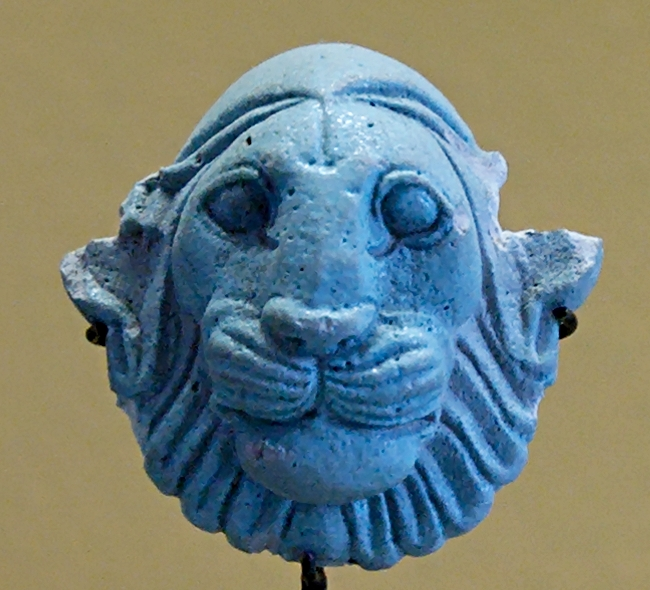
Oroszlántalizmán

Az átlagember életét bemutató dokumentumokat ritkán találtak a régészek, mert vagy nem készültek, vagy eltűntek ezek az idők folyamán. A régészeti ásatások során a perzsa házak maradványaiból lehet következtetni arra, hogy téglából, agyagból és sárból építkeztek a közemberek. Az alsóbb rétegekben bitument is felhasználtak a falazáshoz. Az egy vagy két emeletes házakat egy belső udvar köré építették. Később, miután a perzsák megismerték a szőnyegcsomózás technikáját, szőnyegeket készítettek a szobák belső díszítésére.
A perzsa átlagemberek a perszepoliszi reliefeken láthatók; hosszú kabátot hordtak (néha ujj nélkülieket is) övvel, és ehhez nadrágot viseltek bőrből vagy szövetből a lovaglás miatt. A lábbelikből kétfajta volt: zárt cipő három vagy négy szíjjal, illetve a csizma. Kalapot is hordtak. A ruházat színe megkülönböztette a különböző társadalmi csoportokat. A piros a katona, a fehér a pap, a kék a paraszt színe volt. A királyok mind a három színt viselték, ezzel is mutatva nagyságukat.
A kötelező oktatás a birodalomban ismeretlen volt. Annyi biztos, hogy a perzsa nemesek iskolába járatták a gyerekeiket, de a parasztok többsége írástudatlan volt. Az feltárt írások alapján a perzsa diákok 5 éves korban kezdték az iskolát és 10–20 évig tanultak. Sztrabón leírta, hogy a gyerekek gimnasztikáztak, vadásztak, fegyverekkel harcoltak, növényismeretet tanultak és hálót szőttek. Xenophón hozzátette, hogy a gyerekek megtanulták a törvényeket, a munkát, a kitartást, az engedelmességet és az önkontrollt.
Az étkezésükben a hús játszotta a főszerepet, főleg kecske-, ló- és tevehúst fogyasztottak. Ünnepi alkalmakkor vaddisznó-, szarvas- és őzhús is került a fogások közé. Tartottak szárnyasokat is: libát, kacsát, tyúkot.

### Vallás

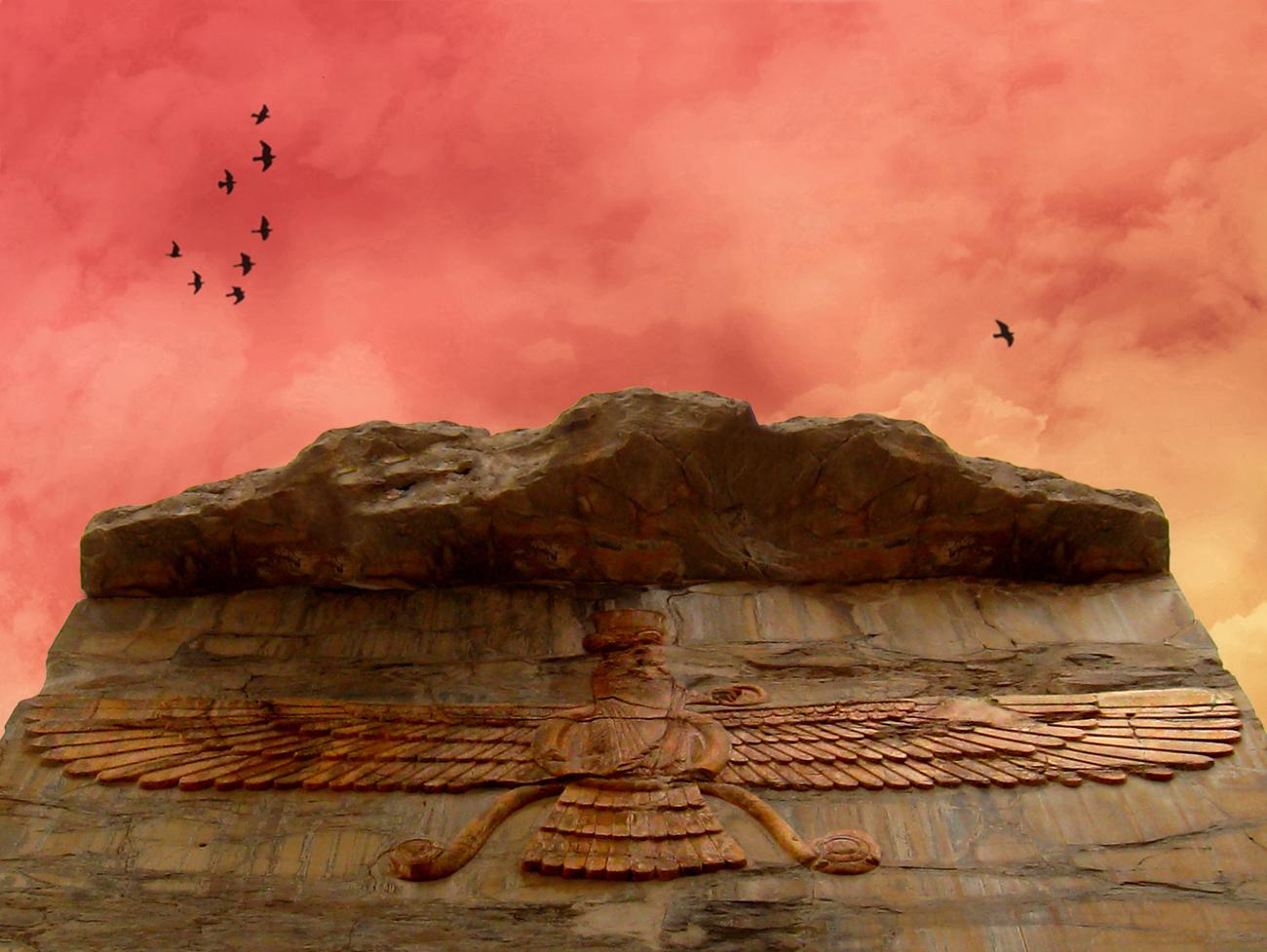
Zoroasztrista faravahar Perszepoliszban

Az Akhaimenida-dinasztia uralkodása alatt a zoroasztrizmus határozta meg a birodalom hitvilágát olyannyira, hogy de facto államvallás is volt. A vallás és annak világnézete nagy hatással volt a perzsa kultúrára.
A jó szerepét ebben a vallásban Ahura Mazdá vagy Ormazd isten testesíti meg. Ő hozta létre a tüzet, ezért ez a szimbóluma. A rossz egy természeti erő, amely szemben áll Ahura Mazdával, és lelki síkon létezik. A pusztító isten Angra Mainju vagy Ahriman. A zoroasztrizmus szerint a jó és a rossz ellentéte a világ mozgatóereje. Emellett sok, az indiai hitvilág mitológiájából ismert istent (például Mithrász, Indra) tiszteltek.
Az i. e. 5. századból származó hérodotoszi írás I. Artakhsaszjá és II. Dárajavaus korát eleveníti fel:

„A perzsák nem tisztelték az istenséget, nem építettek hatalmas templomokat és a görögökkel ellentétben nem hittek abban, hogy az isten ember alakú. A perzsák imádták a Napot, a Holdat, a Földet, a tüzet, a vizet és a szeleket.“

Hérodotosz megerősíti, hogy az imádság és az áldozat nem folyhatott papok nélkül, akik nem lehettek más vallás tagjai. A megbízatás apáról fiúra szállt.
I. Dárajavaus idején a zoroasztrizmust beépítették a királyi ideológiába. I. Dárajavaus és fia, I. Khsajársá több írásában, mint a bíszútun írásban, vagy a reliefeken kijelentették, hogy a királyok Ahura Mazda akaratából lettek uralkodók, ezzel kívánták legitimalizálni a hatalmukat.

## Óperzsa művészet
Az óperzsa művészet az Akhaimenida-dinasztia alatt virágzott. A birodalom növekedésével a művészet is változott, gyarapodott, és annak vége felé érte el a csúcspontját. Az adók beszedéséből számos épületet emeltek, főleg a királyi udvarhoz tartozókat.

### Építészet

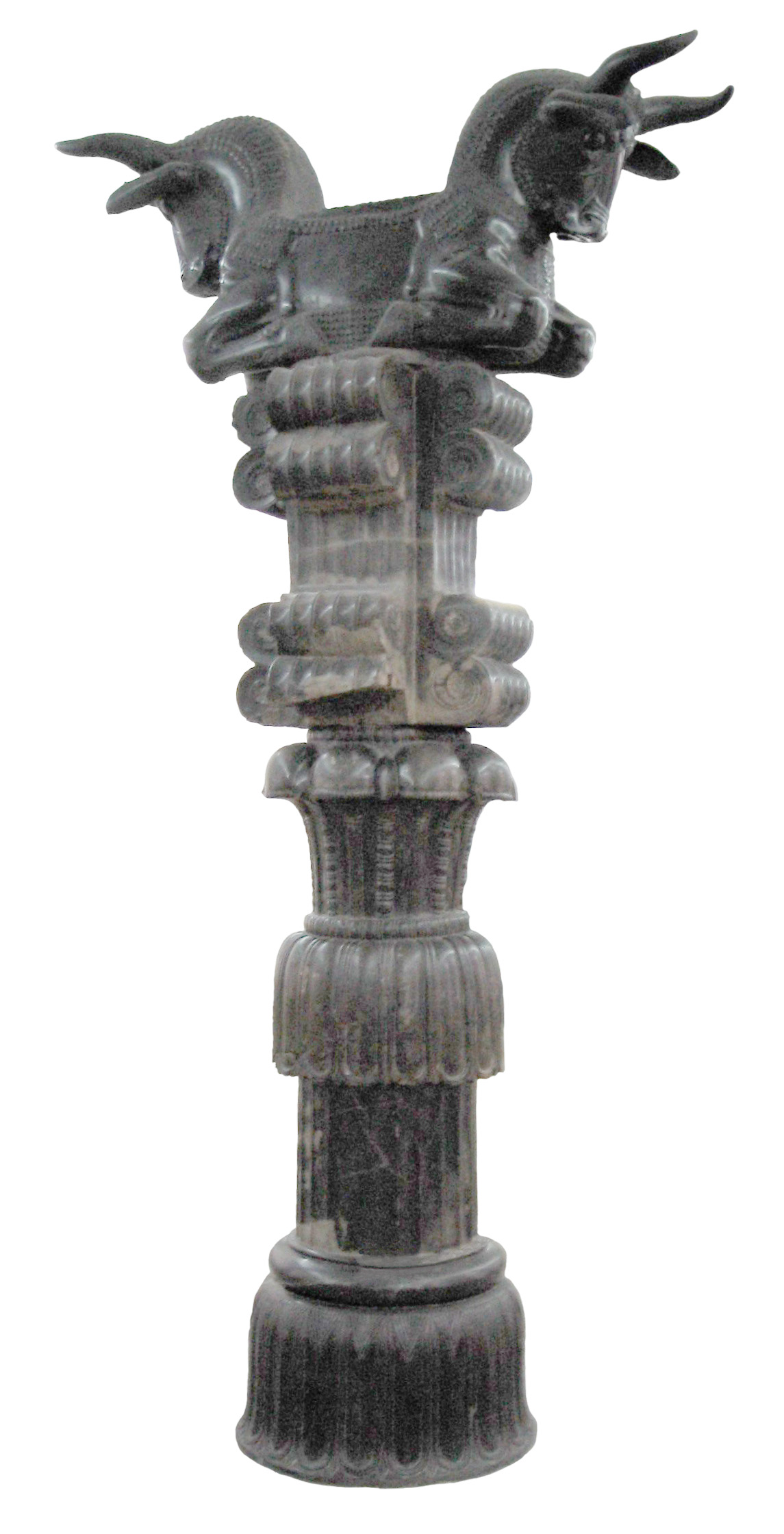
Bikaprotomés oszlopfő Perszepoliszból

Az Óperzsa Birodalom idejéből több hatalmas palota maradványai is megmaradtak a városokból (Szúza, Perszepolisz, Ekbatana, Paszargadai). A Colosseumtól és a Parthenóntól eltérően a perzsa városokat nem rabszolgák építették, hanem a birodalom alattvalói. A legfontosabb óperzsa épületek, a hatalmas paloták, királysírok és tűztemplomok az uralkodót dicsőítették.
Ahogy a korai időkben a perzsa törzsek által emelt építményeknek nem volt egységes építészeti stílusa, úgy később a félnomád telepesekéinek sem. Nagy Kurus, miután megalapította a birodalmat, több új épületet emelt. Kezdetben a leigázott népektől vették át a különféle stílusokat, majd ezeket fejlesztették, alakították. Az első perzsa város, Paszargadai épületein még a nomád népek stílusa figyelhető meg, de az ötven évvel később épült Perszepoliszban már sajátos perzsa elemek láthatók. A komplexum területe szigorúan négyszögletes, több lépcsővel és udvarral, amelyek aránya 1:1, illetve 1:2.
A paloták (Szúza, Paszargadai, Perszepolisz) a mezopotámiai hagyománnyal ellentétben kőből épültek, főként az ablakkeretek, ajtók és oszlopok, így ezek maradtak fenn. E paloták hatalmas méretű oszlopcsarnokból (apadána) és négyzet alaprajzú lakótermekből állnak. Az oszlopcsarnokok tetőzetét vízszintes gerendák alkották, melyeket karcsú oszlopokon nyugvó ló- vagy bikaprotomék tartottak. Az egyiptomi stíluselemek a tetőnél található portálokon, míg a mezopotámiai elemek két palotán figyelhetők meg.
A lakótermeket kisebb szobák vették körül, s ezekhez kapcsolódtak a kincstárak is. A kincstárakat gazdagon díszítették állatprotomékkel, mázazott és faragott domborművekkel. A paloták fennmaradt falain pártázat is látható, melyet többnyire domborművekkel töltöttek ki. A perszepoliszi palota, amely Dárajavaus idején épült, egyúttal a szakrális épület szerepét is betöltötte, ünnepi jeleneteket ábrázoló domborművei (a király áldozatot mutat be, a fogadás testőrei stb.) arról tanúskodnak, hogy itt végezték az óperzsa királyok az újévi szertartásokat.

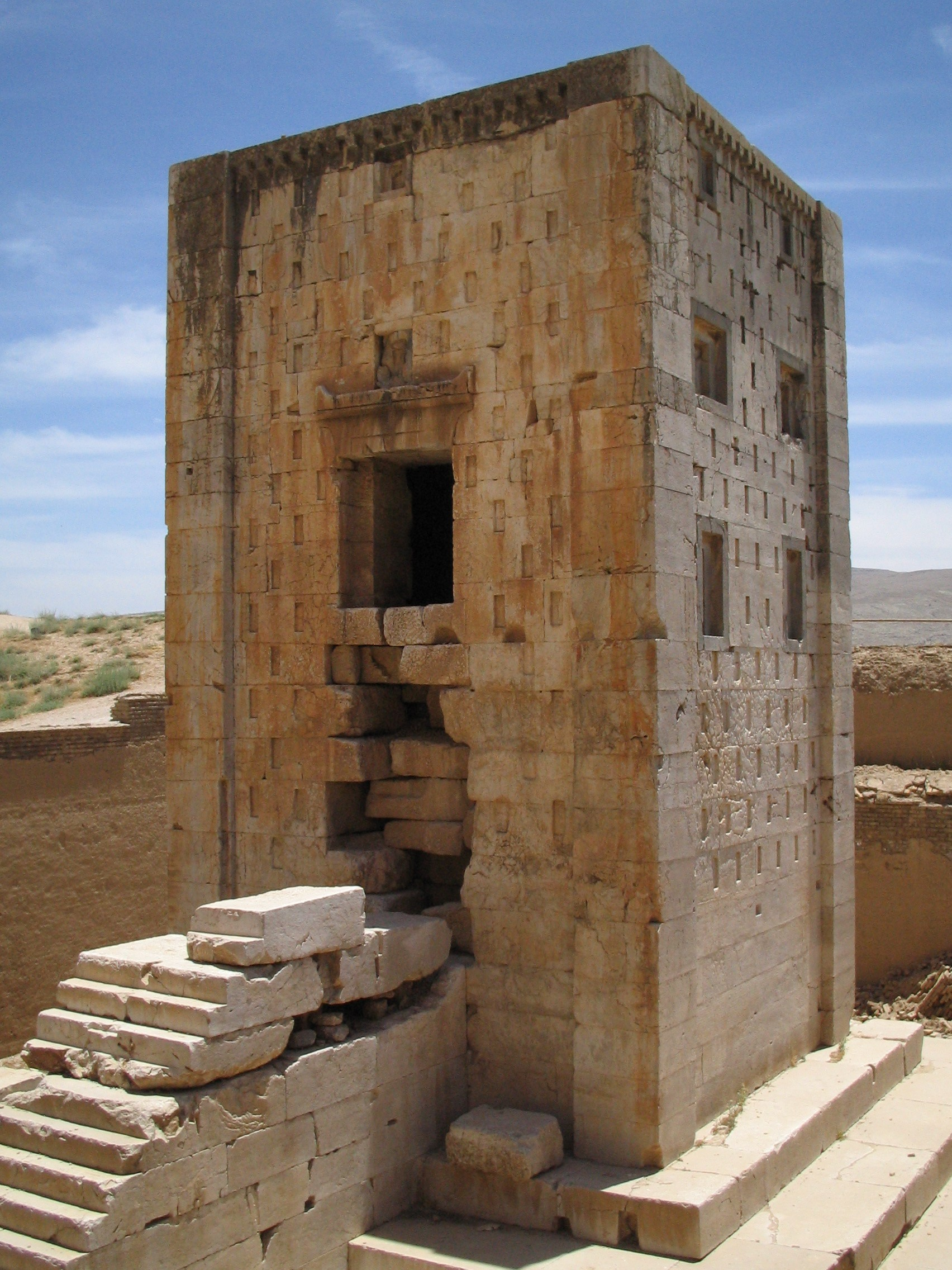
Naks-i Rusztam, tűztorony, a tűztemplom része

Ezek az egyedi épületek a különböző népek stílusainak kombinációi. A perzsa elemek nem hibridek, hanem továbbfejlesztett, újszerű megoldások. Ez mutatja, hogy az építészek és a munkások szaktudása mennyire magas volt, mivel a perzsa építészet egyszerre rituális, szimbolikus és praktikus. Perszepolisz épületeinél többlépcsős hatás figyelhető meg.
Különálló tűztemplomok is épültek. Egy ilyen tűztemplom maradt fenn Naks-i Rusztam közelében. A szakrális építészetnek teljesen különálló, monumentális emlékei nincsenek.
Mint az óperzsa paloták többségének, Perszepolisznak is voltak téglából épült falai. Ezeknek az épületeknek a maradványai ma is láthatók.
Az uralkodó dicsőítésével kapcsolatos a sírépítészet is. Kurus sírja Paszargadaiban található. Az épület többlépcsős talapzaton nyugszik, belsejében egyszerű kolostorboltozat tartja a tetőzetet. Kurus sírja vált a perzsa sírépítészet alaptípusává.

### Szobrászat
A szobrászatban jobban érvényesült a mezopotámiai hagyomány, mint az építészetben. A palotákból előkerült nagyszámú leletanyagon az újbabiloni mellett görög hatás is érvényesült. Legjellemzőbbek a mázas és festett téglából mozaikszerűen kirakott domborművek. Ezek leggyakrabban szfinxeket, szárnyas bikákat, testőröket ábrázolnak. Jellegzetesek a paloták oszloptermeiben az állatprotomés oszlopfők is.
Pecséthengereiken a monumentális szobrászat utánzására való törekvés ismerhető fel.
Ötvösművészetük is magas szintre jutott, tanultak a nyugatabbra élő népektől, de az indiaiaktól és a sztyeppei nomád népektől is. Aranyból, bronzból és ezüstből készültek tálak, kosfejben végződő rhütonok, állatokkal díszített vázák, drágaköves karperecek, nyakékek. Az oxusi kincs és a Hamadán városából előkerült leletek alapján rajzolt kép azonban nem teljes. Díszítőelemeik pontosak és cizelláltak.
Az Óperzsa Birodalomnak Nagy Sándor hódítása vetett véget, a perzsák művészetének egyes elemei azonban a Szeleukida Birodalom korában tovább élt. Hellenisztikus elemekkel bővült, s kialakult előbb a párthusok művészete, majd a Szászánida Birodalom művészete.
A legismertebb szobrok a birodalom idejéből Perszepoliszban maradtak fenn. Számos relief díszíti a lépcsősorokat, a paneleket a palota előtt és a királyi udvarokat. A perzsa szobrászatot az egyiptomi, görög, asszír és mezopotámiai inspirálta. A reliefek tárgya legtöbbször a katonaság, a bika, az oroszlán, a griffmadár, illetve egyéb állatok. A reliefeken kívül Hérodotosz és Plutarkhosz megemlíti, hogy a korábbi királyoknak is volt szobruk.

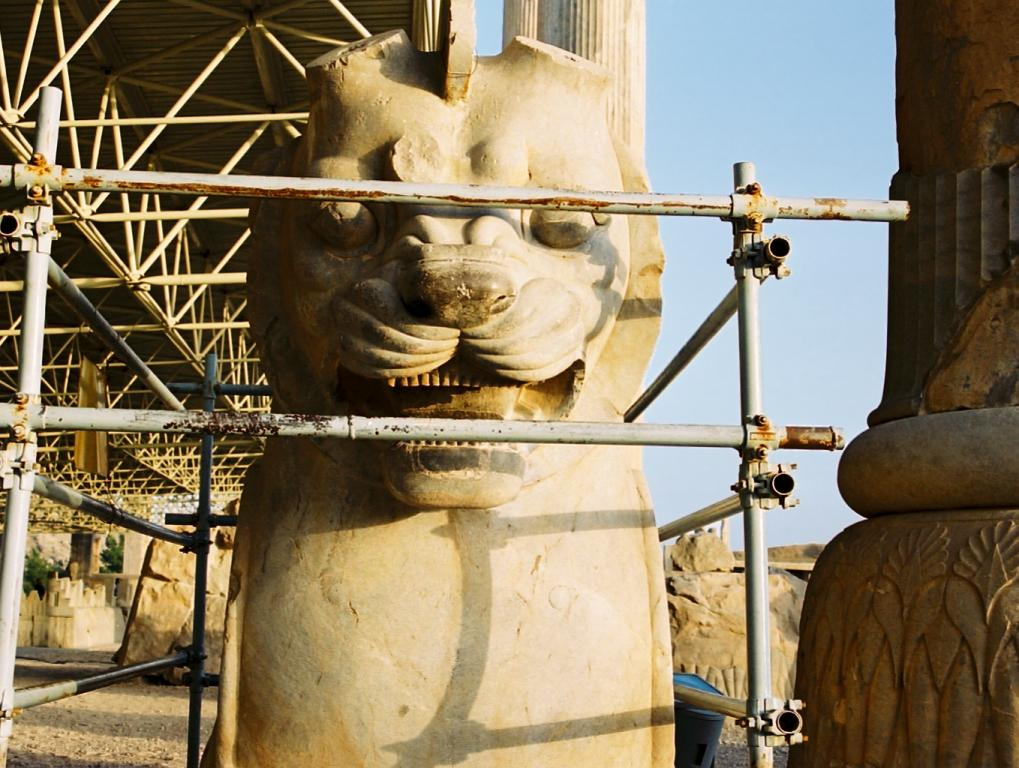
Oroszlánszobrok az apadána előtt
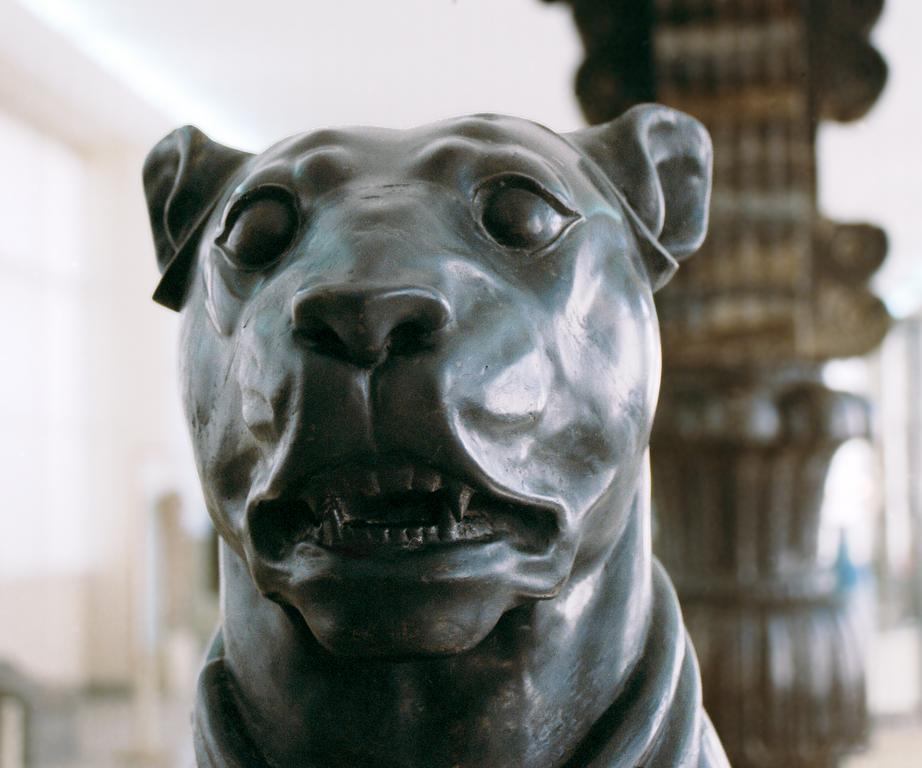
Masztiff faragvány
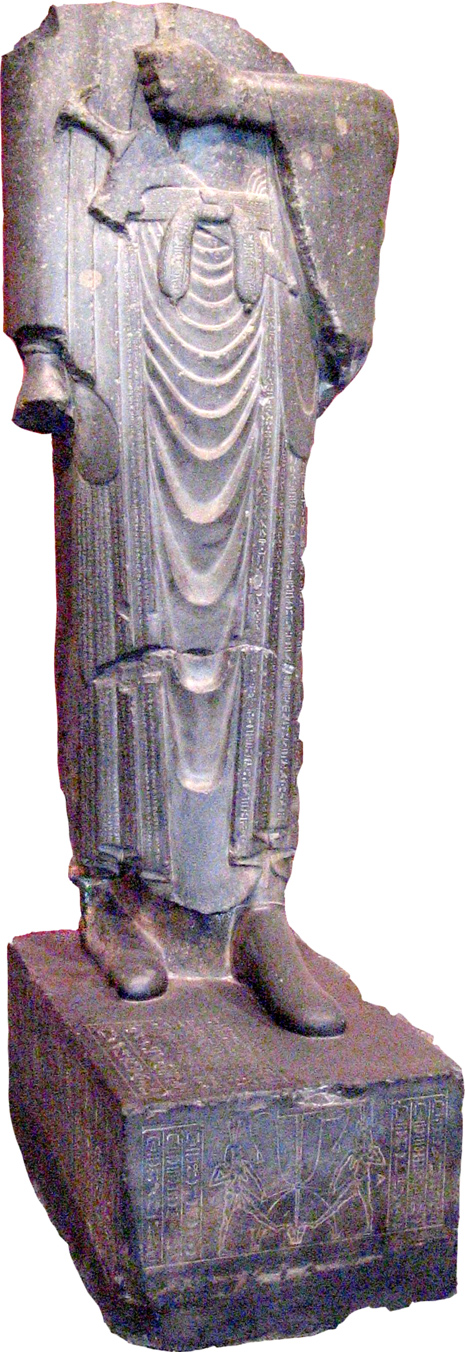
I. Dárajavaus szobra
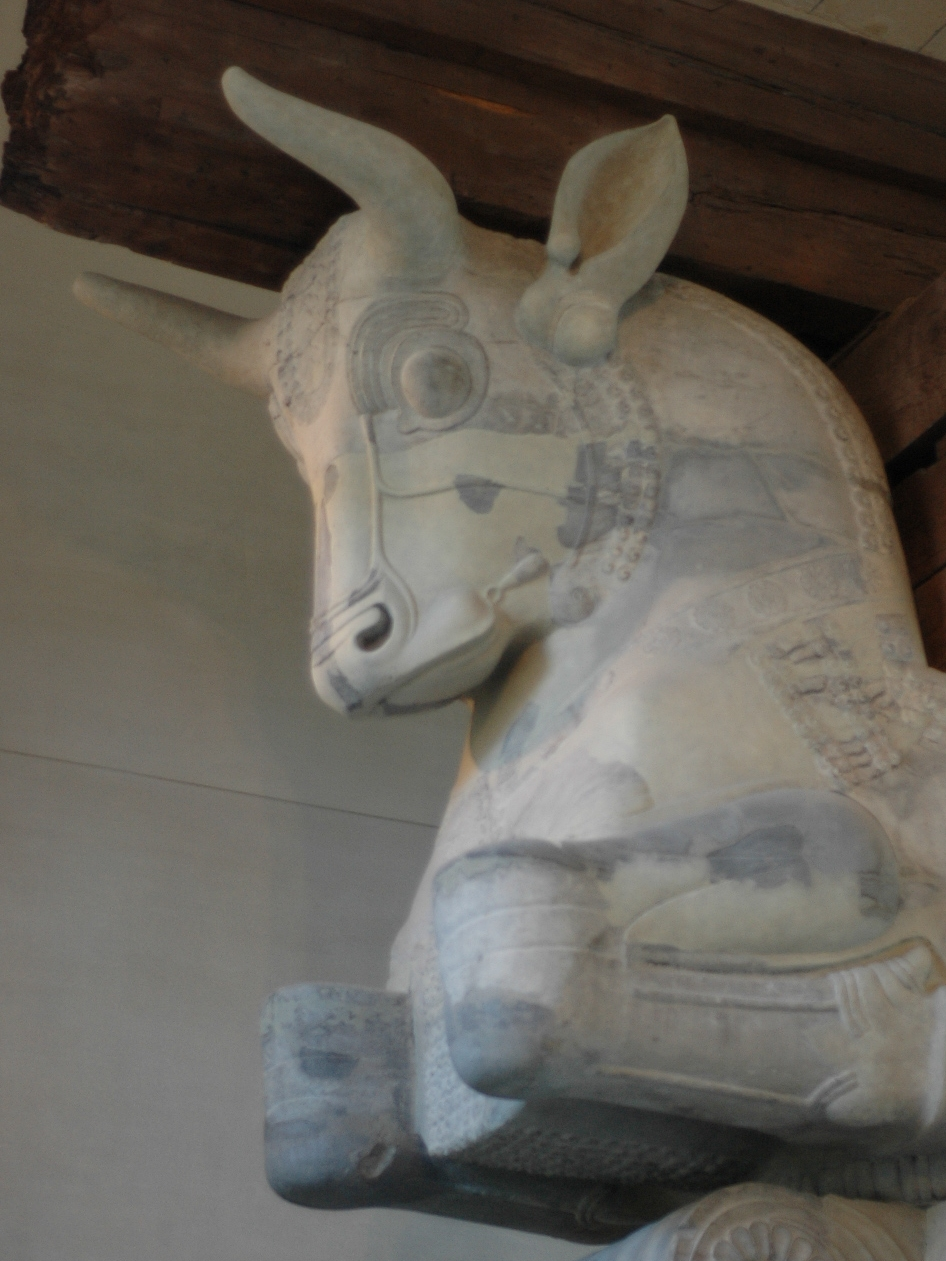
Bikafej az apadánánál

### Polikrómia
A polikrómia az építészetben használatos szó, amely az épületek festett díszítését jelenti. Ez a művészeti stílus nagyon elterjedt volt a birodalomban, és számos tarka reliefeket láthatunk még ma is a falakon Perszepoliszban és Szúzában is. A reliefek nem kövekből, hanem kerámiákból állnak, és a mezopotámiai stílust követik. A leggyakrabban oroszlánokat, bikákat, griffmadarakat és perzsa katonákat ábrázolnak.
Szúzában megmaradtak a kerámiákon a polikrómiák, viszont Perszepoliszban a kőre festett reliefek mára már eltűntek. A pigmentek kopásáért a környezeti hatások és a szerves pigmenttestek elhalása a felelős. Nyomokban találtak pigmenttesteket Perszepoliszban, így megállapították, hogy a különböző időkben eltérő színhasználat volt divatban.

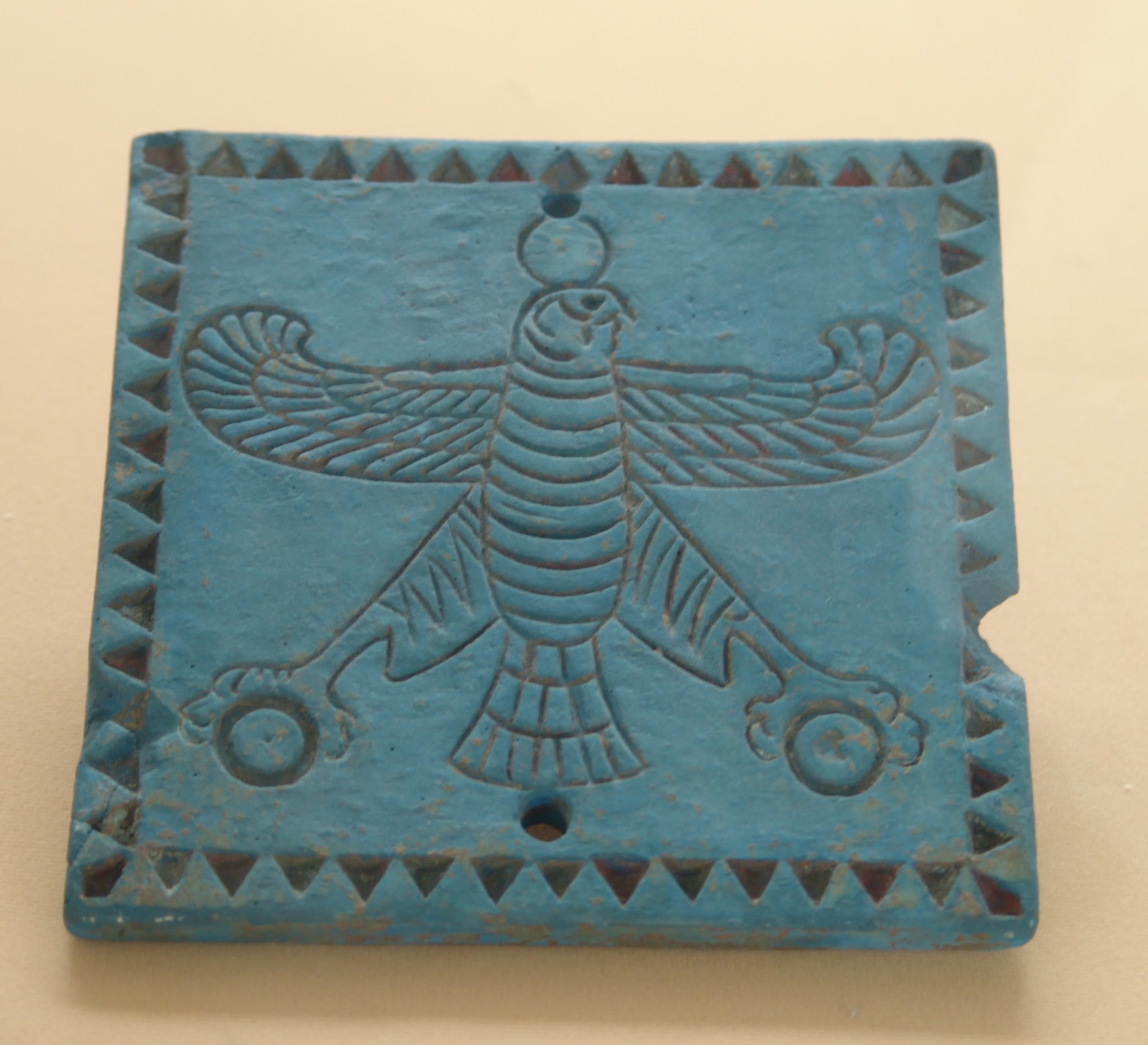
Brosúra
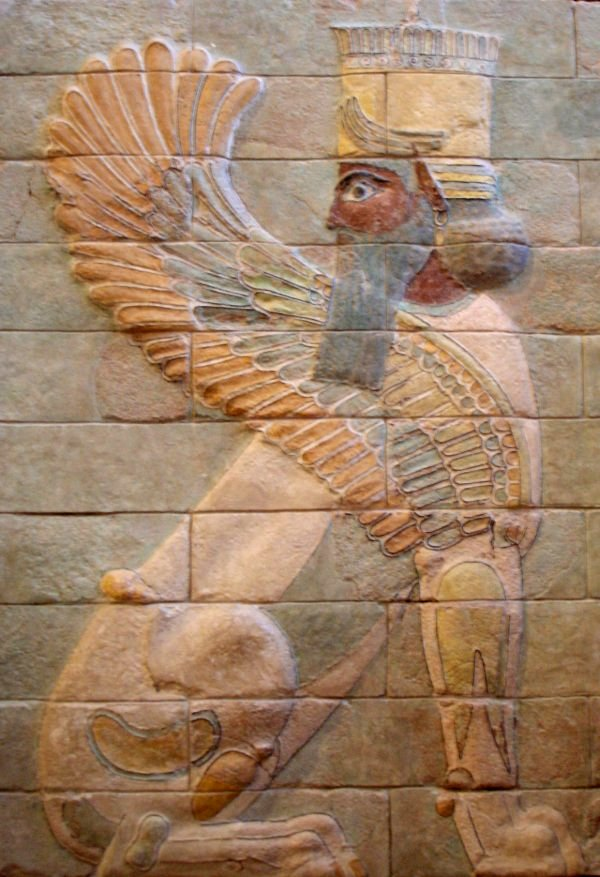
I. Dárajavaus-szfinx
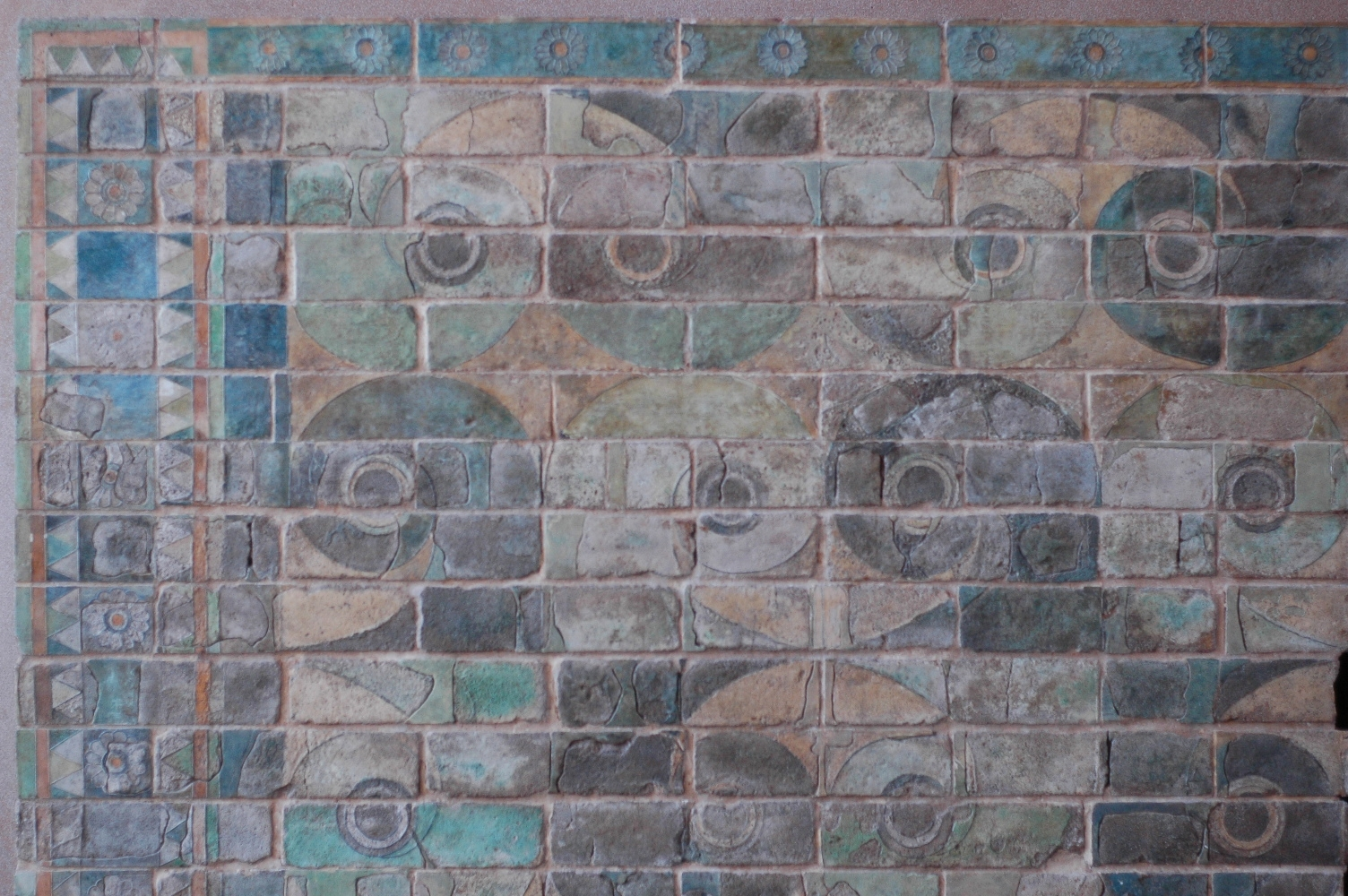
Dekoratív motívumok egy griffen
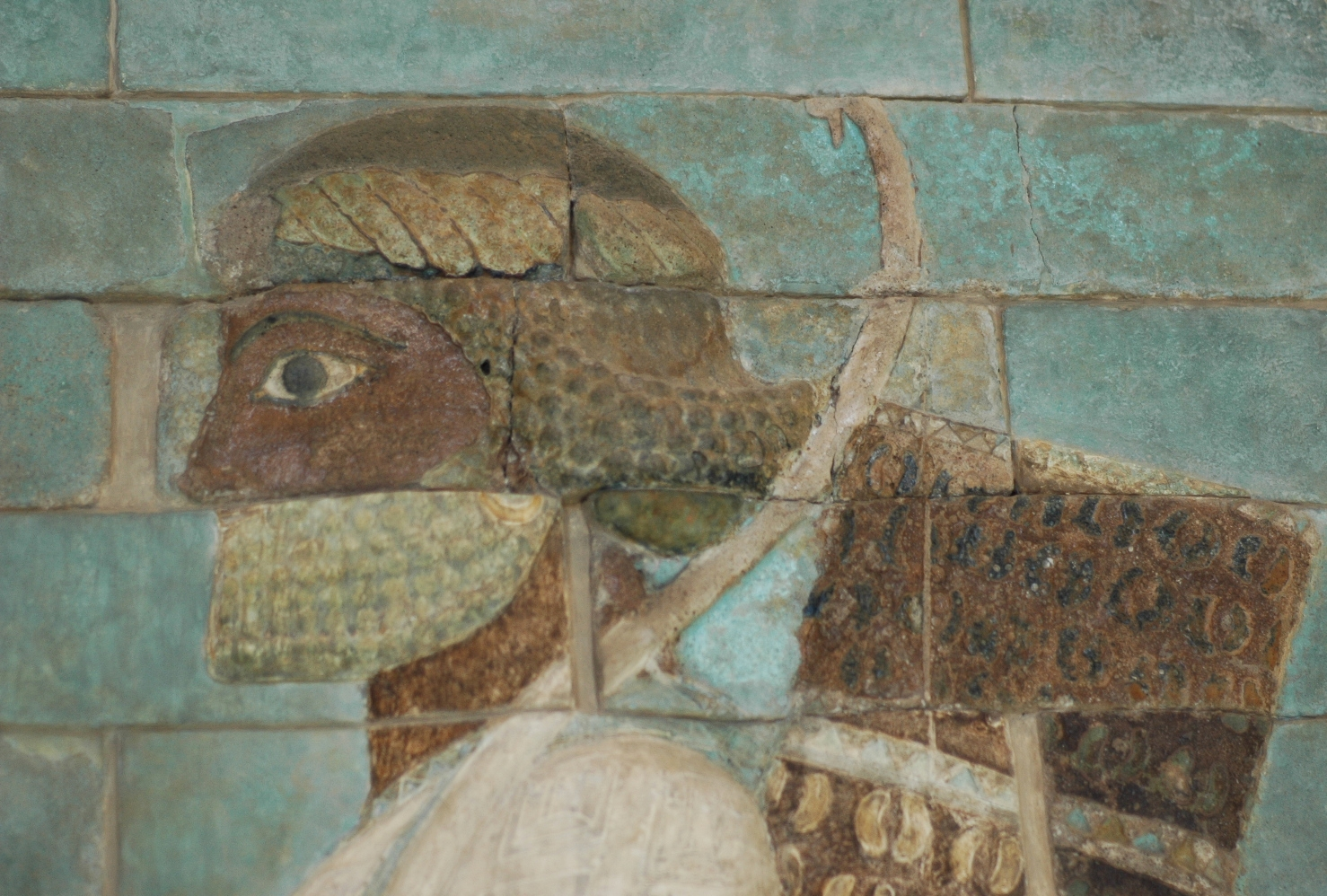
Perzsa katona

### Aranyművesség
Az aranyművesség az egyik legfontosabb eleme volt a perzsa kultúrának. A reliefeken több helyen látható, hogy a perzsák arany tárgyakat viselnek.
Az ásatásokkor több evőeszközt találtak aranyból és ezüstből, amely megerősíti azt a tényt, hogy mennyire fontos volt az akkoriaknak az aranyművesség, és megmutatta, milyen technológia szinten volt az akkori ipar. Díszített vázákat, poharakat, evőeszközöket, ékszereket és fegyvereket is találtak a régészek. Mint a többi perzsa művészeti ág, az aranyművesség is átvette a korábbi és szomszédos népek kultúráját, majd ezeket továbbfejlesztették.
A régészeti leletek Kis-Ázsiában nagy hasonlóságot mutattak a Perzsiában talált tárgyakéval. Feltételezik, hogy ezek akár egy műhelyből is kikerülhettek, bár a két lelet készítése között 90–100 év különbség is lehet. Stílusaikra jellemzően a görög hatás figyelhető meg.

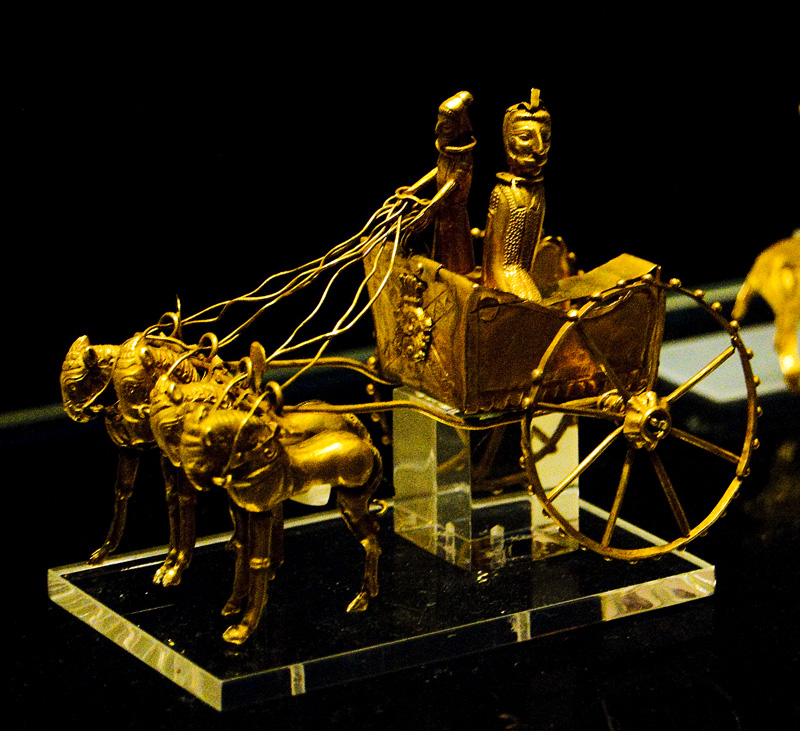
Aranykocsi az Oxus kincsleletből(wd)
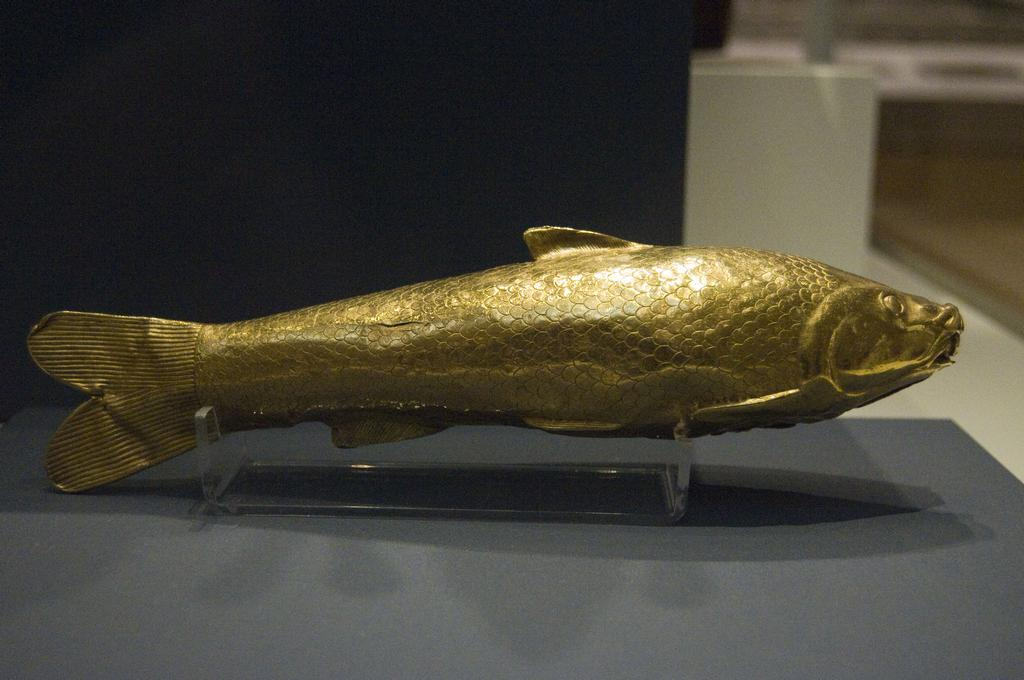
Üreges aranyhal, parfümöt tarthattak benne és függőként lehetett hordani
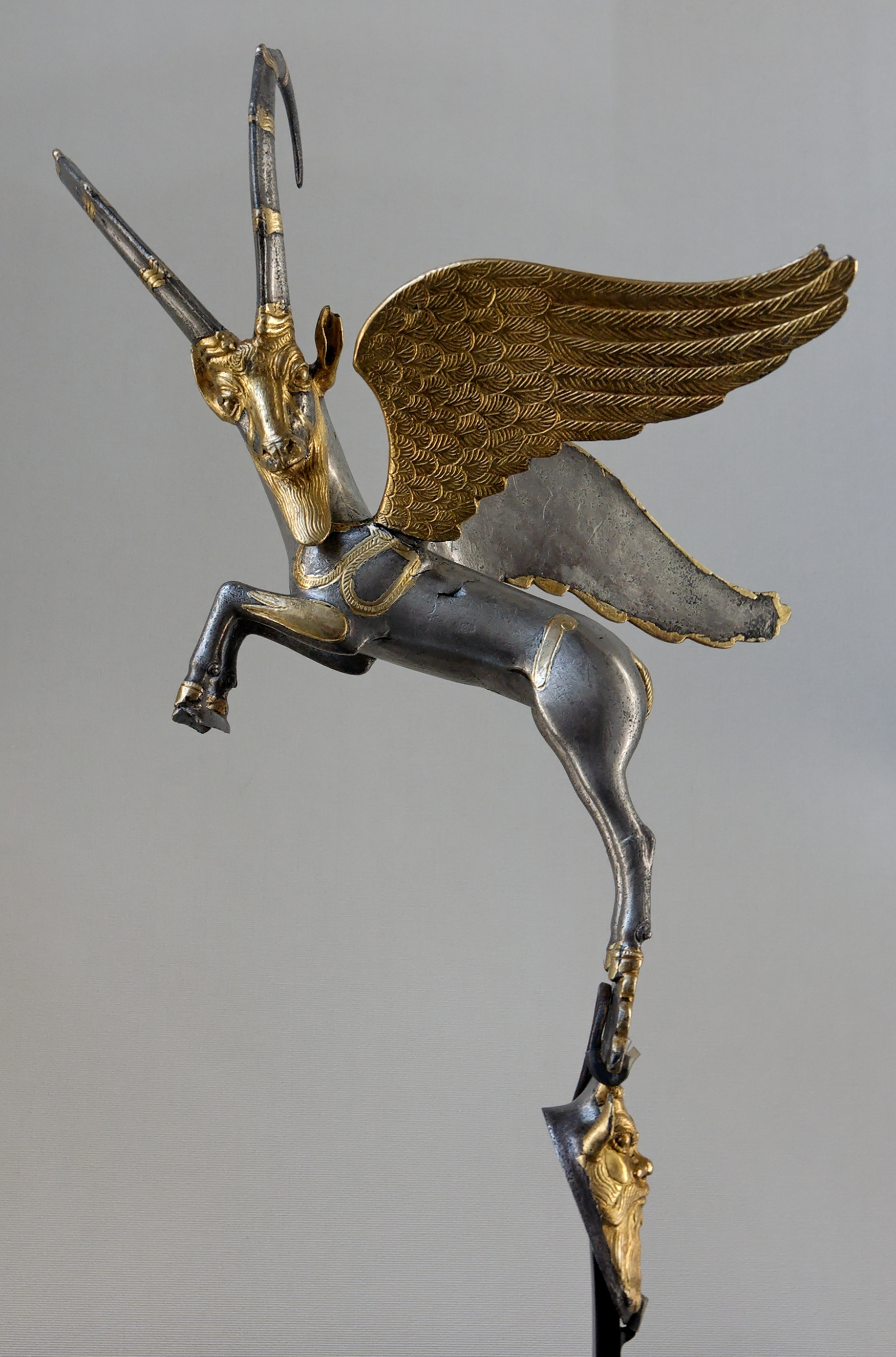
Perzsa váza-motívum
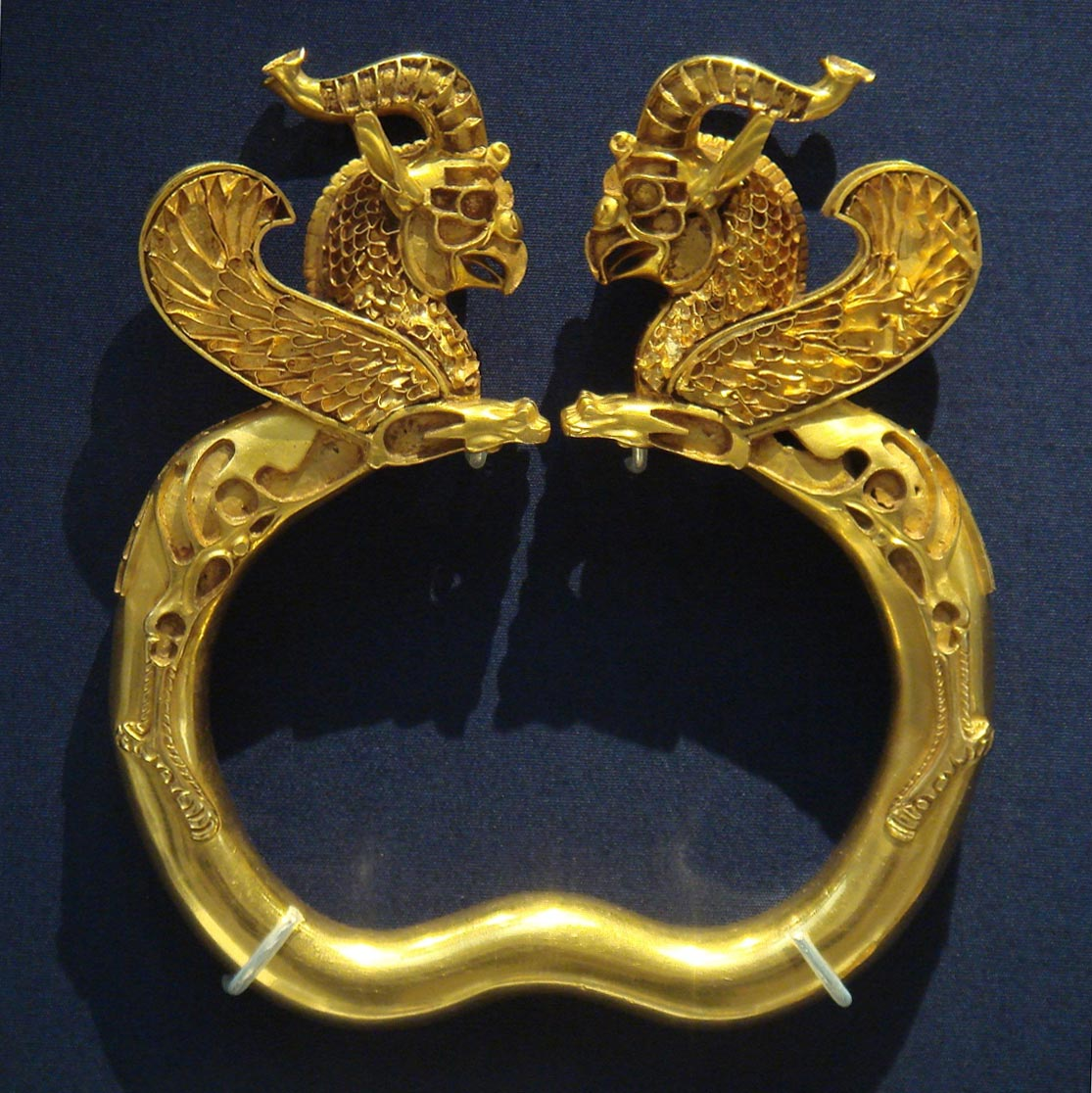
Karperec, drágakövekkel díszítve
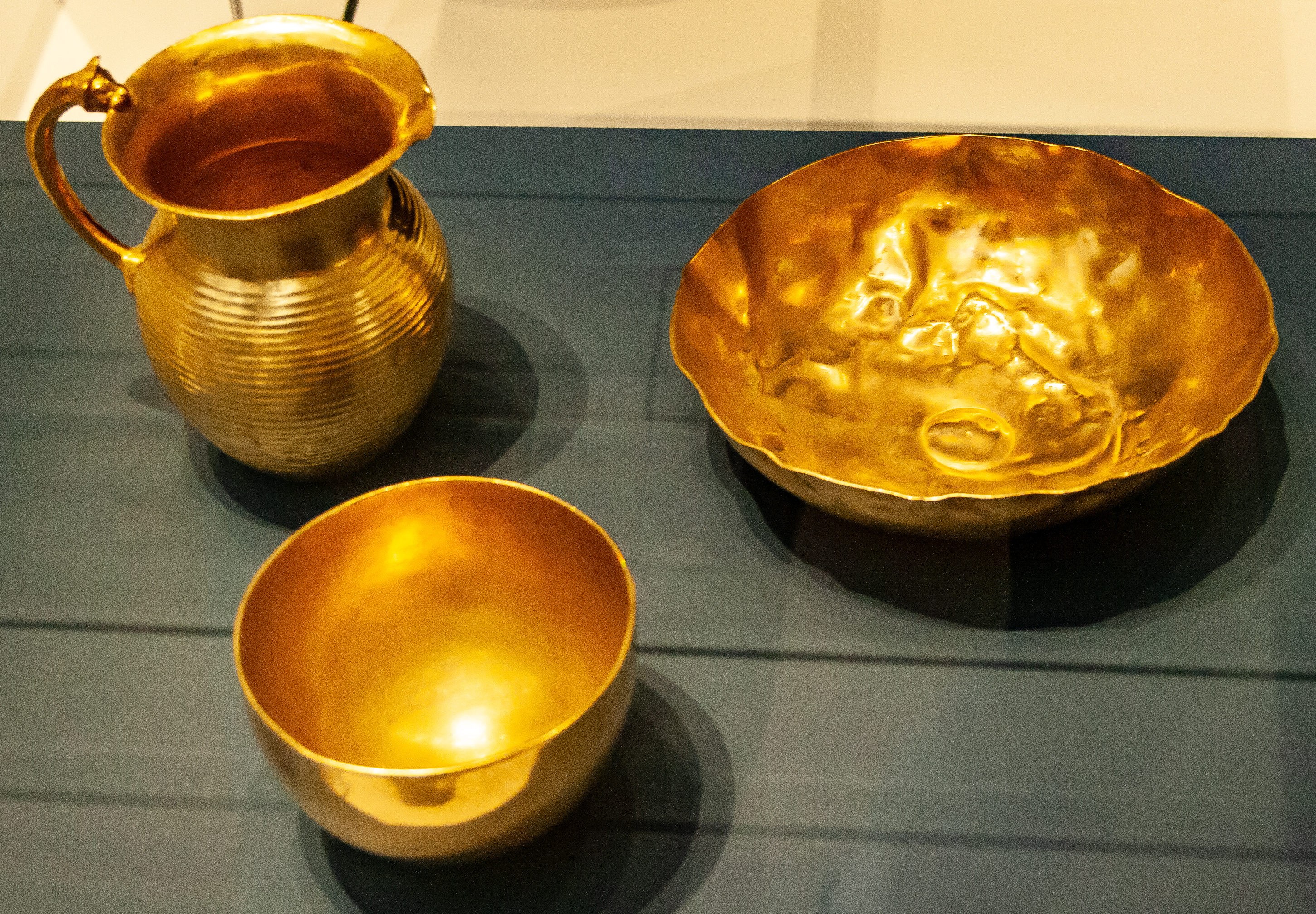
A korsó vízszintes díszítését a görögök is átvették

## Technika

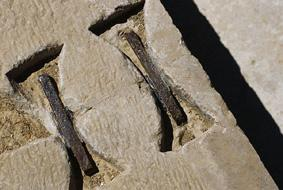
Illesztések

Perszepoliszban több innovatív technikát alkalmaztak az építőmérnökök. A legújabb paszargadai ásatások során technológiailag is vizsgálták a romokat. Paszargadai 30 évvel Perszepolisz előtt épült, és a kutatók szerint a Richter-skála szerinti 7-es erősségű földrengést is kibírt. Vizsgálják, hogy milyen alapokra építették a két várost, hogy azokat az ismereteket a jelenkorban hasznosíthassák. A kőblokkok közötti fém illesztések lehetővé tették, hogy az alaptól elszigetelve egyre vékonyabb és magasabb elemeket építhessenek.
I. Dárajavaus építészei az epheszoszi Artemisz-templom oszlopaihoz képest az itteni oszlopok magasságát 1,5 méterrel megemelték, valamint Artemisz templomának 5,9 méterével szemben az oszlopok közötti távolságot 8,65 méterre növelték. Ezek a nagy távolságok az oszlopok között, valamint a kőoszlopok és a mennyezet fa gerendázatának együttese biztosította az apadána tágas és ünnepélyes megjelenését, szemben a csak kőből készült szerkezetekével.
A mérnökök a vízellátás gondját is megoldották. Mivel nem volt víz a közelben, az udvart víztározóból látták el. A hegyekbe mélyedéseket fúrtak, és így meg tudták őrizni a friss vizet, illetve szabályozni tudták a víznyomást. A csöveket az építkezések megkezdése előtt fektették le a földbe, ezért jó állapotban maradtak meg. A terasz déli oldalán vezették el a szennyvizet, amelyet a Perszepolisz alatt meghúzódó város lakossága öntözésre használt. Perszepoliszban nem találtak mellékhelyiségre utaló romokat.

## Kulturális hatása
Az Óperzsa Birodalom történelme nagy hatással volt a későbbi korok fejlődésére is. A királyoknak sikerült megteremteniük az egységes közigazgatást, amelynek egyes elemeit később Nagy Sándor és más uralkodók is átvették. A perzsa nyelv és az iráni kultúra elterjedt az egész közel-keleti régióban.
A perzsa kultúra jelentős volt még Nagy Sándor idején is, akinek hadseregében az uralkodó élete vége felé már a legnagyobb számban perzsák szolgáltak. Nagy Sándor feleségül vette az utolsó perzsa király lányát, akinek befolyása tovább növelte a népesség kulturális sokszínűségét.
Az újjáalakult Szeleukida Birodalom egységesítette az akhaimenida és a hellenisztikus kultúrát, amely a Szászánida Birodalom idején élte a fénykorát.
Később az ókori görögök nyomán hívták Iránnak Perzsiát, bár nyugaton 1935-ig csak Perzsiaként ismerték.
Az Óperzsa Birodalom fontos a modern Iránnak, amely ebből az államból meríti saját identitását és dominanciáját a régióban, illetve a többi iráni néppel szemben. A birodalom megalapítóját, II. Kurust Irán atyjának is nevezik.
1971. október 12. és október 16. között tartotta a birodalom egykori fővárosának, Perszepolisznak a romjainál a perszepoliszi parti-nak elkeresztelt eseményt Mohammad Reza Pahlavi iráni sah, mintegy a birodalom létrejöttének (mint Irán elődjének) a 2500. évfordulóját, amelyre az akkori szociális és gazdasági problémák dacára óriási összegeket költött.

## Fordítás
- Ez a szócikk részben vagy egészben  az   Ahemenidsko Perzijsko Carstvo című horvát Wikipédia-szócikk ezen változatának fordításán alapul.  Az eredeti cikk szerkesztőit annak laptörténete sorolja fel. Ez a jelzés csupán a megfogalmazás eredetét és a szerzői jogokat jelzi, nem szolgál a cikkben szereplő információk forrásmegjelöléseként.

### Könyvek

#### Ókori irodalom
- Xenophón: Anabaszisz
- Xenophón: Cyropaedia
- Hérodotosz: Történetek
- Diodórosz: Könyvtár
- Polübiosz: Hisztoriai
- Sztrabón: Geógraphika hüpomnémata

### Weboldalak
- Norbika076 oldal a birodalomról
- Az Akhaimenidák családfája (Iranologie.com) (angolul)
- The Achaemenid Empire: Government and Institutions (All Empires) (angolul)
- óperzsa művészet (angolul)
- Óperzsa Birodalom (angolul)